# 香港

香港特別行政区
香港特別行政區
Hong Kong Special Administrative Region

地域の標語：なし
地域の歌：
《義勇軍進行曲》
（中華人民共和国国歌、1997-現在）

香港（ホンコン、中国語: 香港; イェール式広東語: Hēunggóng; 拼音: Xiānggǎng、英語: Hong Kong）は、アジア中国の南部にある特別行政区である。正式名称は香港特別行政区（ホンコンとくべつぎょうせいく）。
同じ特別行政区でポルトガルの植民地であったマカオは南西に70km離れている。東アジア域内から多くの観光客をひきつけ、途中日本による占領を挟むも、150年以上にわたってイギリスの植民地であったことで世界に知られている。
1,104 km2 (426 sq mi)の面積に700万人を超す人口を有する世界有数の人口密集地域である。広大なスカイラインと天然の深い港湾を抱える自由貿易地域であり、アジア四小龍の内の1地域。2016年の「中期人口統計」によると、香港の人口は、92%が華人、8%はその他の民族である。
香港は東京、ロンドン、ニューヨーク、シンガポール、上海と並ぶ世界都市の一つであり、世界的に重要な国際金融センターに格付けされ、経済自由度指数が1995年から2019年まで25年連続で世界で最も高く、低税率および自由貿易を特徴とする重要な資本サービス経済を有し、通貨の香港ドルは世界第8位の取引高を有する。
香港は世界有数の1人当たりの所得を有するが、先進経済諸国有数の所得格差もまた存在する。スペースの不足により高密度な建造物の需要が生じ、現代建築および世界で最も垂直な都市の中心へと都市は開発され、世界で最も超高層ビルが多い地域となっている。高密度な空間は高度に発達した交通網ももたらし、公共交通機関の利用率は90%を超え、世界第1位である。香港はさまざまな側面、例えば、経済的自由並びに金融および経済的競争力において多数の高い国際ランキングを有する。人間開発指数は全面的に高く順位付けされ、知能指数は世界で最も高い地域にもなっている。隣接する中国本土からのPM2.5による大気汚染とスモッグは香港市民の健康面への影響は懸念されるが、香港市民は男女ともに平均寿命で世界一 になるなど非常に長寿である。
香港は複数政党制であるものの、立法会の90議席のうち70議席を少数の有権者が支配し、先進経済諸国・地域の中では政治的権利において最下点で欠陥民主主義に分類される。中国政府は1997年の返還後50年間は香港体制に干渉しないという一国二制度（繁: 一国兩制）体制を約束したが、香港の自由と民主主義侵害を懸念するデモが発生している。2020年、国家安全維持法が香港に適用され、各国は「一国二制度」が有名無実化した事実上「一国一制度」であると表明している。

## 名称

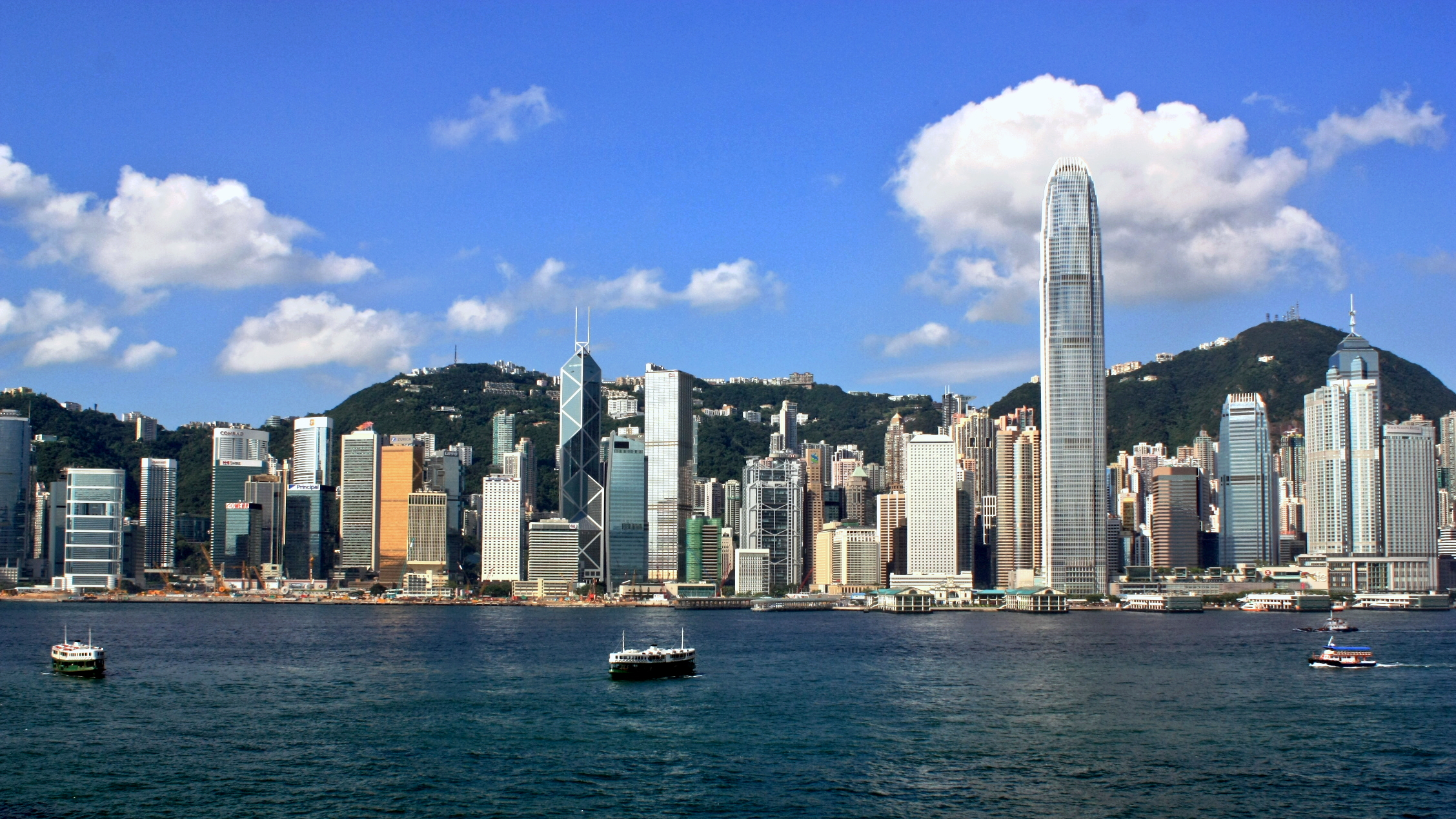
ヴィクトリア・ハーバーの風景

香港という名称は珠江デルタの東莞周辺から集められた香木の集積地となっていた湾と沿岸の村の名前に由来する。現在の香港島南部の深湾と黄竹坑にあたる。英語や日本語でのホンコンという呼び方は広東語（厳密には蜑民の言葉・zh:蜑家話）によるとされる。標準中国語では、香港を「Xiānggǎng」（シアンカン）と発音する。
中国語での別名に香江があり、略称は港。英文での略称はHK。
行政上の正式名称
- 繁体字：中華人民共和國香港特別行政區（ 広東語発音）
- 簡体字：中华人民共和国香港特别行政区（中国本土における書法）
- 英語：Hong Kong Special Administrative Region of the People's Republic of China

## 歴史

1959年制定の紋章

1959年から1997年の香港返還まで公式に掲揚された香港の旗。返還後は抗議デモなどで掲げられることがある。

香港の広東語話者の大多数は主に隣接する広東省が起源であり、1930年代から1960年代に中国での戦争や共産主義体制からイギリスの植民地であった香港に逃れて来た人々である。1839年から1842年のアヘン戦争後、香港は大英帝国の植民地として設立された。香港島が最初にイギリスに永久割譲され、1860年に九龍半島が割譲、1898年には新界が租借された。
太平天国の乱（1851年 - 1864年）、義和団事件（1900年 - 1901年）、辛亥革命（1911年 - 1912年）、日中戦争（1937年 - 1945年）などが原因で、香港には難民が続々となだれ込んだ。植民地人口の約半分が香港島に住み、残りは九龍半島または舟に居住した。島の方は岩肌に水が浸透しないため、設備なしには真水の供給が難しかった。1885年、香港で利用可能な水は1人1日あたり18リットルであった。1918年になると設置できる土地は貯水池とそこまでの水路でほぼ埋まり、島表面積の3分の1にもなった。それでも人口増加による水需要の増加には追いつかなかった。新界も状況は似て、1936年に大規模なジュビリー・ダムを完工したにもかかわらず、1939年の時点で24時間給水は雨季にしかできなくなっていた。当時香港全体で1人1日あたりの水消費量は75リットルと推定されている。第二次世界大戦 (1941年 - 1945年) 中、日本軍とイギリス軍・香港義勇軍の間で香港の戦いが勃発したが、まもなくして前者が勝利し日本の占領が1945年8月まで続いた。戦前から2011年現在まで、香港は慢性的な水不足に悩まされている。問題が激化した1960年代には中華人民共和国から水の輸入を増やしてパイプライン（東深供水プロジェクト）も築かれた。水不足問題は後に、租借していた新界のほか割譲されていた香港島・九龍も含めた香港全領域を返還せざるを得ない状況にイギリスを追い込むことになる。
戦後は中華民国に返還されずにイギリス統治が再開され、1997年まで続いた。その間、経済的理由や政変により、大陸から中国人が押し寄せた。とくに1945年からの10年間は大陸の共産化による難民・亡命者の急増は人口が4倍となった。とくに男性人口の急増による男女比の異状が大きかった。
植民地時代の積極的不介入方針は香港の文化および教育制度の形成に大きく影響した。なお、香港の教育制度はおおむねイギリス式であったが、その後2009年に制度改革が実施された。1989年に北京で六四天安門事件が発生すると、香港では再び移民ブームが巻き起こった。大部分の香港からの移民はイギリス連邦の構成国であるカナダのトロントやバンクーバー、オーストラリアのシドニーやメルボルン、シンガポールに向かった。イギリスは中華民国ではなく中華人民共和国をその返還・移譲交渉相手に選び、中華人民共和国間との交渉と英中共同声明の結果として、香港はイギリスから中華人民共和国に返還および譲渡された。一国二制度の原理の下、1997年7月1日に最初の特別行政区になった。1999年12月にポルトガルから移譲されたマカオも特別行政区である。
現在も香港は中華人民共和国とは異なる法制度・政治制度を有する。香港の独立した司法機関はコモン・ローの枠組みに従って機能する。英中共同声明において正式に記された条項に基づいた返還以前に、中華人民共和国側により起草された定款である香港特別行政区基本法において香港の政治は行われ、国際関係および軍事防御以外の全ての事柄において高度な自治権を有することを規定している。なおこの自治権は中国中央指導部の委任・承認に基づき地方を運営する権限であり、完全な自治権、地方分権的なものではないとされる（2014年6月10日中国国務院白書）。

### 略歴
- 前214年：中原王朝の支配下に入り、番禺県の管轄とされる。
- 331年：宝安県の管轄とされる。
- 757年：東莞県の管轄とされる。
- 1573年：新安県の管轄とされる。
- 1839年：清朝とイギリスの間でアヘン戦争が勃発。
- 1842年：南京条約で、香港島を清朝からイギリスに永久割譲。
- 1843年：サー・ヘンリー・ポッティンジャーが初代香港総督に就任。
- 1849年：内地人の香港への移住が始まる。
- 1856年：アロー戦争（第二次アヘン戦争）が勃発。
- 1858年：原住民差別禁止政策施行。
- 1860年：北京条約で九龍半島南部の市街地を新たに割譲。
- 1865年：香港上海銀行設立。
- 1872年：香港上海銀行が初めて通貨発行。
- 1898年：展拓香港界址専条で深圳河以南、界限街以北の九龍半島、235の島（新界）を99年間の期限で租借。
- 1925年：7月10日、対英ストライキが始まる[39]。
- 1926年：10月10日、前年から行われていたストライキが終結した[40]。
- 1935年：銀本位制廃止、幣制改革[41][42]
- 1941年：太平洋戦争勃発。日本軍がイギリス軍を放逐し占領した。陸軍の中将である酒井隆が香港軍政庁長官に就任。
- 1942年：磯谷廉介陸軍中将が香港総督に就任。
- 1945年：日本の連合国軍に対する敗戦によりイギリスの植民地に復帰。
- 1950年：イギリスが中華人民共和国を承認。中華民国との国交も継続する。
- 1967年：文化大革命の影響を受けた中国共産党系住民による暴動が発生。
- 1969年：12月2日、貧民街（出典ママ）で火災が発生。バラック280戸を焼き尽くし5700人が被災する大火となった[43]。
- 1971年：台風により被害。死者125人。
- 1972年：6月の集中豪雨により土砂災害が多数発生。200人以上が生き埋めとなった[44]。
- 1974年：法定語文条例により「中文」が英語と並ぶ公用語の地位を得る。
- 1983年：アメリカ合衆国ドルとのペッグ制（US$1≒HK$7.8）を開始。
- 1984年：イギリスのマーガレット・サッチャー首相と、中華人民共和国の趙紫陽総理が香港返還を定めた「英中共同声明」に署名。
- 1990年：香港特別行政区基本法制定。
- 1992年：最後の香港総督であるクリストファー・パッテンが就任。
- 1995年：イギリス統治下で最後の立法局選挙。初めて全議員を選挙で選出。
- 1997年：7月1日、イギリスから中華人民共和国への返還および譲渡。香港特別行政区政府が発足。初代香港特別行政区行政長官に董建華が就任、2002年再選。従来の立法局議員の資格が停止され、臨時立法会が取って代わる。香港基本法により50年間一国二制度が維持されることになっている。
- 1997年：アジア通貨危機。
- 1998年：立法会選挙（第1期は任期2年、以降4年）。
- 1998年：香港国際空港が開港。啓徳空港が閉鎖。
- 2005年：香港ドルに目標相場圏制度を導入。
- 2005年：曽蔭権が行政長官に就任。董建華の残した任期が満了する2007年に再選。
- 2007年：人民元の対米ドルレートが香港ドルのものを上回り、両通貨の価値が逆転。
- 2012年：梁振英が行政長官に就任、1期5年のみ務める。
- 2014年：2014年香港反政府デモ。
- 2017年：林鄭月娥が行政長官に就任、1期5年のみ務める。
- 2019年：中国本土、マカオ、台湾への犯罪者引き渡しを可能にする「逃亡犯条例改正案」の撤回を求めるデモが発生。騒乱により死傷者も発生した。改正案が撤廃されてからも、市民が民主化などを求めデモが続いた。2019年-2020年香港民主化デモを参照。
- 2020年：7月1日、香港国家安全維持法を施行。
- 2022年：李家超が行政長官に就任[45]。
- 2024年：香港特別行政区基本法第23条、第3読会で可決。

## 地理

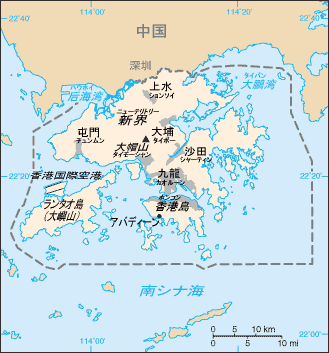
香港の地図

香港は、香港島、九龍半島、新界および周囲に浮かぶ263余の島を含む。面積は東京23区の約2倍、沖縄本島や札幌市と同程度に当たる。
ランタオ島（大嶼山）は香港島の2倍の面積を有する香港最大の島であり香港国際空港の空港島が隣接している。2005年9月には島内にディズニーランドが開園した。
香港の地形は山地が全体に広がり、香港全土の約60%、約650平方キロメートルを占める。最高標高は958メートルの大帽山である。中国本土との境界地域に広がる元朗平原を除き平地は少ない。元朗平原付近の海岸部には湿原が広がる。また、沿海の一部地域に柱状節理や堆積岩が分布しているため、ユネスコ世界ジオパークにも指定されている。

### 気候
温帯夏雨気候（熱帯モンスーン気候 - 温暖湿潤気候移行部型）に属し、秋・冬は温暖で乾燥しており、春・夏は海からの季節風と熱帯低気圧の影響で高温湿潤という気候である。
秋はしばしば台風に襲われ、スターフェリーやマカオへ向かう水中翼船などの船舶や航空便、トラム路線が運行停止になることもある。台風の警報が発令されると各種イベントが中止となるだけでなく、学校や企業、官公庁も休業となる。
冬は北風により中国本土の粉塵、工場や自動車の排ガスが流入することが多く、近年はそれによる霧や靄がしばしば発生している。九龍、香港島地区では、最低気温が10度を下回ることもあり、新界地区では、最低気温が5度を下回ることもあり、凍死者も出るため気温低下が予測される日には暖房設備を準備した公共施設を開放することがある。
| 香港（1991年 - 2020年）の気候 | 香港（1991年 - 2020年）の気候 | 香港（1991年 - 2020年）の気候 | 香港（1991年 - 2020年）の気候 | 香港（1991年 - 2020年）の気候 | 香港（1991年 - 2020年）の気候 | 香港（1991年 - 2020年）の気候 | 香港（1991年 - 2020年）の気候 | 香港（1991年 - 2020年）の気候 | 香港（1991年 - 2020年）の気候 | 香港（1991年 - 2020年）の気候 | 香港（1991年 - 2020年）の気候 | 香港（1991年 - 2020年）の気候 | 香港（1991年 - 2020年）の気候 |
| 月                            | 1月                           | 2月                           | 3月                           | 4月                           | 5月                           | 6月                           | 7月                           | 8月                           | 9月                           | 10月                          | 11月                          | 12月                          | 年                            |
| ----------------------------- | ----------------------------- | ----------------------------- | ----------------------------- | ----------------------------- | ----------------------------- | ----------------------------- | ----------------------------- | ----------------------------- | ----------------------------- | ----------------------------- | ----------------------------- | ----------------------------- | ----------------------------- |
| 最高気温記録 °C （°F）        | 26.9 (80.4)                   | 28.3 (82.9)                   | 30.1 (86.2)                   | 33.4 (92.1)                   | 36.1 (97)                     | 35.6 (96.1)                   | 36.1 (97)                     | 36.6 (97.9)                   | 35.9 (96.6)                   | 34.3 (93.7)                   | 31.8 (89.2)                   | 28.7 (83.7)                   | 36.6 (97.9)                   |
| 平均最高気温 °C （°F）        | 18.7 (65.7)                   | 19.4 (66.9)                   | 21.9 (71.4)                   | 25.6 (78.1)                   | 28.8 (83.8)                   | 30.7 (87.3)                   | 31.6 (88.9)                   | 31.3 (88.3)                   | 30.5 (86.9)                   | 28.1 (82.6)                   | 24.5 (76.1)                   | 20.4 (68.7)                   | 26.0 (78.8)                   |
| 日平均気温 °C （°F）          | 16.5 (61.7)                   | 17.1 (62.8)                   | 19.5 (67.1)                   | 23.0 (73.4)                   | 26.3 (79.3)                   | 28.3 (82.9)                   | 28.9 (84)                     | 28.7 (83.7)                   | 27.9 (82.2)                   | 25.7 (78.3)                   | 22.2 (72)                     | 18.2 (64.8)                   | 23.5 (74.3)                   |
| 平均最低気温 °C （°F）        | 14.6 (58.3)                   | 15.3 (59.5)                   | 17.6 (63.7)                   | 21.1 (70)                     | 24.5 (76.1)                   | 26.5 (79.7)                   | 26.9 (80.4)                   | 26.7 (80.1)                   | 26.1 (79)                     | 23.9 (75)                     | 20.3 (68.5)                   | 16.2 (61.2)                   | 21.6 (70.9)                   |
| 最低気温記録 °C （°F）        | 0.0 (32)                      | 2.4 (36.3)                    | 4.8 (40.6)                    | 9.9 (49.8)                    | 15.4 (59.7)                   | 19.2 (66.6)                   | 21.7 (71.1)                   | 21.6 (70.9)                   | 18.4 (65.1)                   | 13.5 (56.3)                   | 6.5 (43.7)                    | 4.3 (39.7)                    | 0.0 (32)                      |
| 雨量 mm （inch）              | 33.2 (1.307)                  | 38.9 (1.531)                  | 75.3 (2.965)                  | 153.0 (6.024)                 | 290.6 (11.441)                | 491.5 (19.35)                 | 385.8 (15.189)                | 453.2 (17.843)                | 321.4 (12.654)                | 120.3 (4.736)                 | 39.3 (1.547)                  | 28.8 (1.134)                  | 2,431.2 (95.717)              |
| 平均降雨日数 （≥0.1 mm）      | 5.70                          | 7.97                          | 10.50                         | 11.37                         | 15.37                         | 19.33                         | 18.43                         | 17.50                         | 14.90                         | 7.83                          | 5.70                          | 5.30                          | 139.90                        |
| % 湿度                        | 74                            | 79                            | 82                            | 83                            | 83                            | 82                            | 81                            | 81                            | 78                            | 73                            | 72                            | 70                            | 78                            |
| 平均月間日照時間              | 145.8                         | 101.7                         | 100.0                         | 113.2                         | 138.8                         | 144.3                         | 197.3                         | 182.1                         | 174.4                         | 197.8                         | 172.3                         | 161.6                         | 1,829.3                       |
| 日照率                        | 43                            | 32                            | 27                            | 30                            | 34                            | 36                            | 48                            | 46                            | 47                            | 55                            | 52                            | 48                            | 41                            |
| 出典：香港天文台              |                               |                               |                               |                               |                               |                               |                               |                               |                               |                               |                               |                               |                               |

## 政治

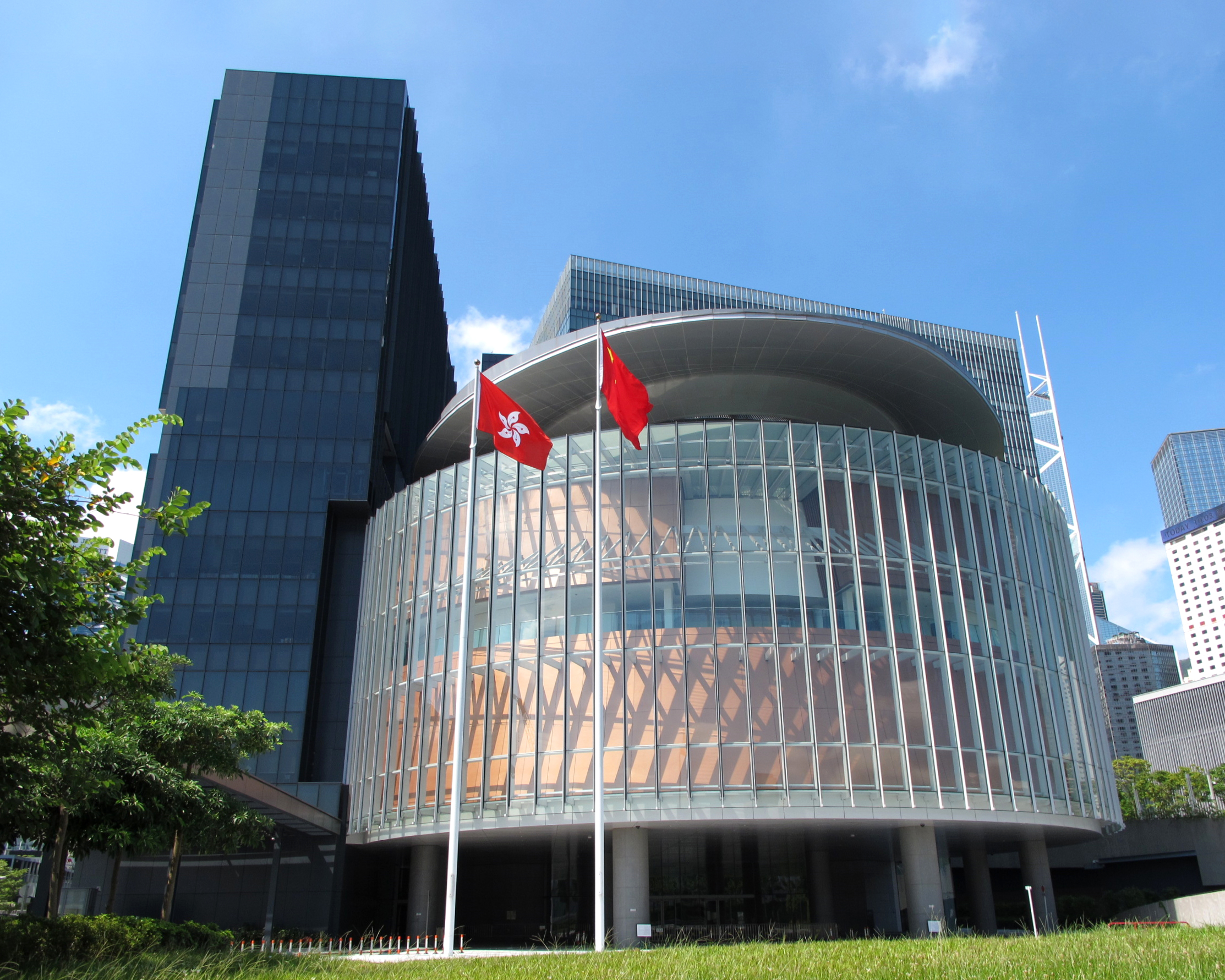
立法会議事堂

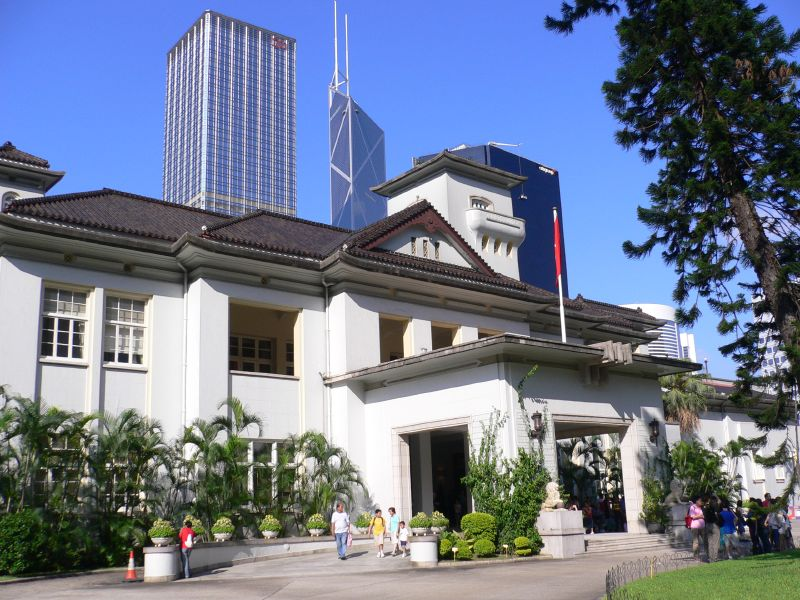
行政長官官邸

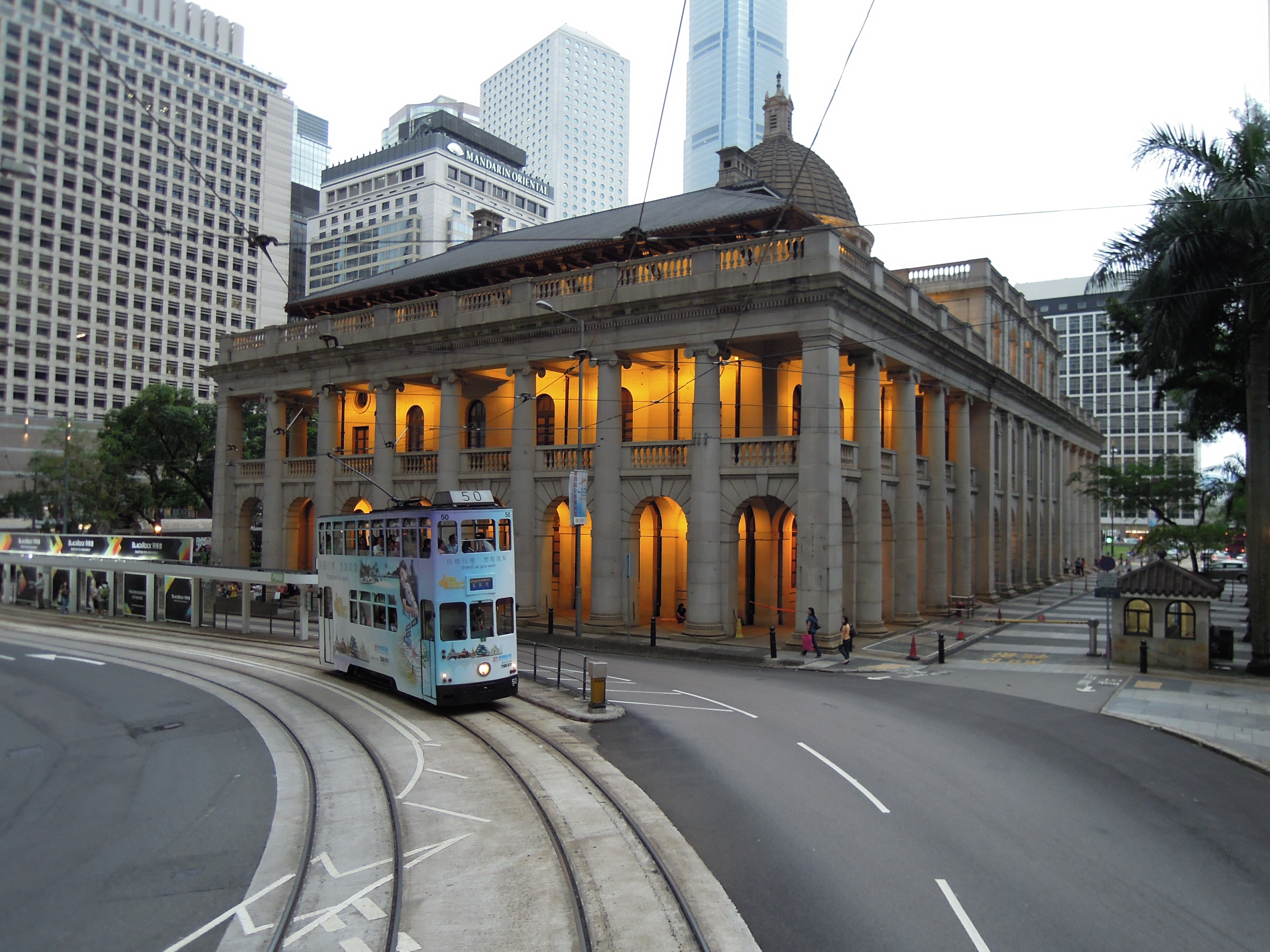
1912年、中環に設立された花崗岩造りで新古典主義建築の終審法院庁舎。最高法院として建てられ、1985年から2011年は立法局・立法会議事堂として使われ、2015年以降は香港終審法院となった。

香港の政治の特徴は香港返還（主権移譲）後に施行された一国二制度にある。この制度に基づき、香港は社会主義国である中華人民共和国の中で2047年まで資本主義体制が継続されることになっている。政治的には、植民地時代の行政、官僚主導の政治体制から、民主化・政党政治への移行が期待されたものの、中華人民共和国からの度重なる介入により民主化の後退が懸念される事態に直面している。
1997年に香港は香港特別行政区として改編され特別行政区政府が即日成立した。香港特別行政区は中華人民共和国において省や直轄市と同等（省級）の地方行政区とされる。しかし中華人民共和国憲法第31条および香港特別行政区基本法に依拠し、返還後50年間は一定の自治権の付与と本土（中国大陸）と異なる行政、法律、経済制度の維持が認められている。そのため、香港は「中国香港」（英：Hong Kong, China）の名称を用い、中華人民共和国とは別枠で経済社会分野における国際組織や会議に参加することができる。（詳細は香港の対外関係を参照のこと。）
しかし、香港は「港人治港」として「高度な自治権」を享受しているが、外交権と軍事権以外の「完全な自治権」が認められているわけではない。2019年の逃亡犯条例改正案検討、さらに2020年、国家安全維持法が香港に適用され、各国は「一国二制度」が崩壊しもはや「一国一制度」であると表明している。
首長である行政長官は職能代表制として職域組織や業界団体の代表による間接、制限選挙で選出されることになっており、その任命は中華人民共和国国務院が行う。香港の立法機関である立法会の議員（定員70人）は、半数（35人）が直接、普通選挙によって選出されるが、残り半数（35人）は各種職能団体を通じた選挙によって選出される。
行政長官と立法会議員全員の直接普通選挙化をどの時期から開始するか、香港返還直後から議論になっている。2007年12月29日に全国人民代表大会の常務委員会が、行政長官の普通選挙の2017年実施を容認する方針を明らかにしたものの、立法会議員全員の直接選挙については今なお時期について言及していない。
司長や局長（英語ではいずれもSecretary、閣僚に相当する）は行政長官の指名により中華人民共和国国務院が任命する。行政長官と司長局長クラスに限っては中国籍の人物でなければ就任できないが、それ以外の高級官僚（部長クラスなど）にはイギリス人やイギリス連邦諸国出身者も少なくなく、新規採用も可能である。
香港基本法の改正には全国人民代表大会の批准が必要であり、香港特区内では手続きを完了できない。同法の解釈権も全国人民代表大会常務委員会が有している。香港の司法府である終審法院の裁判権は香港特区内の事案に限定され、香港が外地ではなく、独立という選択肢がない中国の不可分一体の領域であるためである。
現在、基本法によって香港では集会の自由や結社の自由が認められているため、中国本土とは異なり自由な政党結成が可能であり、一定程度の政党政治が実現していた。香港の政党は民主派（民主派〈中国語版、「泛民主派」とも〉、Pan-democracy camp）と「親中派」（建制派〈中国語版〉、Pro-Beijing camp）に大別され、立法会議員全員の普通選挙化について、民主派は2016年からの実施を、親中派は2024年からの実施をそれぞれ主張していた。しかし、民主派は徹底的に弾圧され、現在は、愛国者検査があり、共産党を礼賛する人間以外は立候補すらできない。
2023年、カナダと米国のシンクタンクが合同で発表した「2023年世界自由度ランキング」において香港のランキングは、2010年には世界3位だったものが46位にまで下落している。

### 行政区分

香港の衛星写真

香港には、18の行政上の下部地域がある。1982年に区議会が設置されたことに由来する。その後、九龍地区から新界への人口移動に伴い、区の再編が行われている。1985年に、荃湾区から葵青区が分離した。1994年には、油尖区と旺角区が合併し、現在の油尖旺区となった。
- 香港島
  - 中西区（中西區：Central & Western District）
  - 湾仔区（灣仔區：Wanchai District）
  - 東区（東區：Eastern District）
  - 南区（南區：Southern District）
- 九龍
  - 九龍城区（九龍城區：Kowloon City District）
  - 油尖旺区（油尖旺區：Yau Tsim Mong District/油麻地・尖沙咀・旺角から成る区）
  - 深水埗区（深水埗區：Sham Shui Po District）
  - 観塘区（觀塘區：Kwun Tong District）
  - 黄大仙区（黃大仙區：Wong Tai Sin District）
- 新界
  - 北区（北區：North District）
  - 西貢区（西貢區：Sai Kung District）
  - 沙田区（沙田區：Sha Tin District）
  - 大埔区（大埔區：Tai Po District）
  - 元朗区（元朗區：Yuen Long District）
  - 屯門区（屯門區：Tuen Mun District）
  - 荃湾区（荃灣區：Tsuen Wan District）
  - 葵青区（葵青區：Kwai Tsing District）
  - 離島区（離島區：Islands District）

## 司法

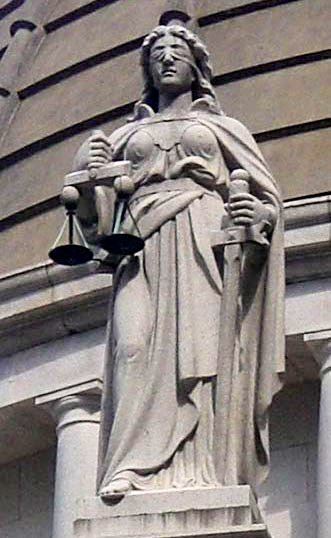
終審法院大楼の剣と天秤ばかりを携えた正義の女神・テミス像。真実と公平性を天秤に掛ける正義の象徴である。

中華人民共和国本土とは異なり、「香港特別行政区基本法」に基づき、英米法（コモン・ロー）体系が施行されている。基本法の規定により、本土の法律は「別段の定め」がない限り香港では施行されない（広深港高速鉄道開業に関しては後述）。基本法の解釈問題以外の法体系はイギリス領時代と全く同一である。従って死刑制度も存在しない。独自の法執行機関も保有している（香港警務処）。
返還によりイギリス領ではなくなったためにロンドンに枢密院に終審を求めることはできなくなった。そのために1997年7月の返還と同時に裁判も原則として、香港特区内で完結する必要性が生じた。そのため、返還後、最高裁判所に相当する終審法院が設置された。この時点で新たに設置の終審法院の判事のために5人以上のベテラン裁判官がイギリスから招聘された。返還後の司法体制のために旧宗主国から高官に当たるイギリス人の人材を新たに招くという「珍事」は中央政府が英米法を厳格に適用するための人材について不足していることを率直に認めたことを表しており、意外な「柔軟性」あるいは「現実適応性」を確認する事象であったといえる。
終審法院の下には高等法院（高裁）、区域法院（地裁）、裁判法院（刑事裁判所）などがある。裁判は三審制である。ただし、基本法の「中央に関する規定」および「中央と香港の関係にかかわる規定」につき、条文の解釈が判決に影響を及ぼす場合、終審法院が判決を下す前に全国人民代表大会常務委員会に該当条文の解釈を求めることとされる。
香港は中国の一部ではあるものの、香港と本土との行き来は出入国に準じた取り扱いとなっている。2018年9月23日に香港と本土を結ぶ広深港高速鉄道（香港西九龍駅 - 広州南駅）が全線開通したことに伴い、同鉄道内で唯一香港に設置された香港西九龍駅では、香港と本土の出入境管理が行われるようになった。このため、同駅構内に引かれている黄色い線より片方は本土の警察が駐在することとなり、その先に本土の入域審査場と税関がある。中央政府と香港政府は香港内で出入境手続きを済ます「一地両検」について「乗客の利便性を考えた」としている。

## 対外関係
中国の一部である香港に外交権はないが、基本法の規定により香港特別行政区は経済社会分野の条約の締結、国際会議や国際機構への参加が認められている。対外実務に関しては中央政府の出先である外交部駐香港特派員公署が管轄している。
経済分野では香港政府独自の域外・在外代表部を置いている。国外の香港経済貿易弁事処は商務及経済発展局が管轄し、中華人民共和国本土にある駐北京弁事処と駐粤経済貿易弁事処は政制及内地事務局が管轄している。駐北京弁事処は政務司司長（政務長官）の管轄であったが、2005年の行政長官施政方針において対中央政策を政制事務局（後の政制及内地事務局）に集中させる方針が出され現在の形態となった。
台湾の航空機や船舶の香港乗り入れや台湾人の香港への旅行条件は返還前と変わらないが、航空機や船舶に中華民国の国旗である青天白日満地紅旗を塗装・掲揚することは事実上禁止されている。香港返還を控えた1995年に、チャイナエアラインの保有する航空機の塗装が塗り替えられ、青天白日満地紅旗に代わり新しいコーポレートシンボルの梅の花が垂直尾翼に描かれるようになった。
香港人が中国本土へ入境する際には、パスポートや香港身分証の代わりに「港澳居民来往内地通行証（回郷証）」が必要とされる。
出入境管理は中国大陸とは別個に実施されており、査証も異なる。ただし、先述の通り経済分野以外の在外駐在機関がないため、申請は各地にある中国大使館が窓口となっている。
1997年の香港返還以来、中国本土の大幅な経済成長により民間交流は活発化している。例えば中国本土から香港の大学に入学し香港で就職する内地人が4割、香港から中国本土の大学に入学し就職する香港人が6割という現象が起きている。広東省の曁南大学で学ぶ香港人学生はこれまで80%の卒業生が香港での就職を希望したが、2009年になると50%が本土での就職を希望している。香港男性と大陸女性の婚姻件数は1996年の2215件から2006年の1万8000件となり、香港女性と大陸男性の婚姻件数も1996年の269件から2006年の3400件と大幅に増加している。2006年には香港の婚姻件数5万件のうち4割が香港人と大陸人の婚姻となっている。男女の人口比率は2007年には912：1000であったが、30年後には大陸女性が香港男性と婚姻し定住する案件が増加するため709：1000となる推測も出されている。
購買力が高い香港ではメイドを雇用する家庭が多い。その働き手として15万人のフィリピン人が香港に在住している。しかし1990年代にも香港のコンドミニアムで「フィリピン人メイドと犬の使用禁止」の貼り紙が出され、2009年に香港の著名コラムニストが南シナ海南沙諸島領有権問題に絡んでフィリピンを「召使いの国」と揶揄するなど、香港人の差別意識が問題となっている。
一方大陸から香港への観光客は飛躍的に増加し最大の観光客となっている。特に香港との経済格差が小さい深圳では非戸籍者へのビザ取得規制が大幅に緩和され、リピーターが増加している。

### 姉妹都市
- 上海市
- 大阪市
- ソウル特別市
- バンコク
- クアラルンプール
- シンガポール
- ホーチミン市
- マニラ市
- ジャカルタ

## 軍事

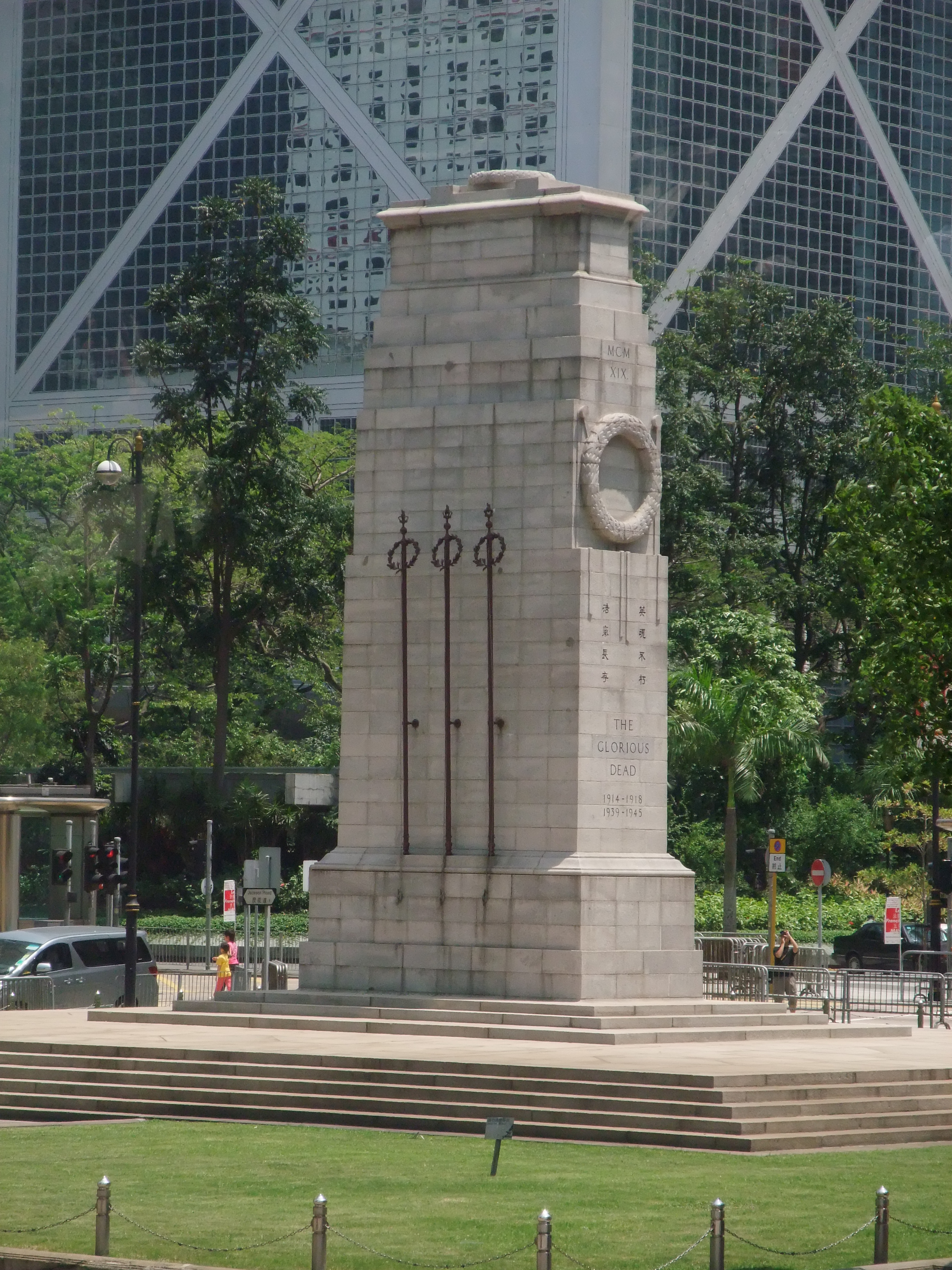
第一次および第二次世界大戦の戦死者を追悼する和平記念碑。石造りで、ロンドン・ホワイトホールの慰霊碑のほぼ原寸大の複製物である (エドウィン・ラッチェンス作、1920年発表)

返還前はイギリス軍が昂船洲（ストーンカッタース）や赤柱（スタンレー）などの基地に正規兵のほかにグルカ兵などの傭兵を含む海軍、陸軍部隊（駐香港イギリス軍）を駐留させていた。同司令官は香港総督の下に位置した。
返還後にはイギリス軍に代わり人民解放軍駐香港部隊が駐留している。人民解放軍駐香港部隊の司令部が置かれているセントラルの「中国人民解放軍駐香港部隊大廈」は、返還まではイギリス軍の司令部が置かれていたプリンス・オブ・ウェールズ・ビルであった。人民解放軍駐香港部隊司令官は、中央軍事委員会および中華人民共和国国防部の下にあり、香港行政長官には部隊への指揮権がない。
基本法の規定により、イギリスの同盟国であるオーストラリアやアメリカを含む外国艦艇の休暇上陸（レスト&レクリエーション）を含む寄港は返還後も中央政府の同意を経て可能とされている。ただし中央政府の意向により寄港が許可されないケースもある。

## 人口

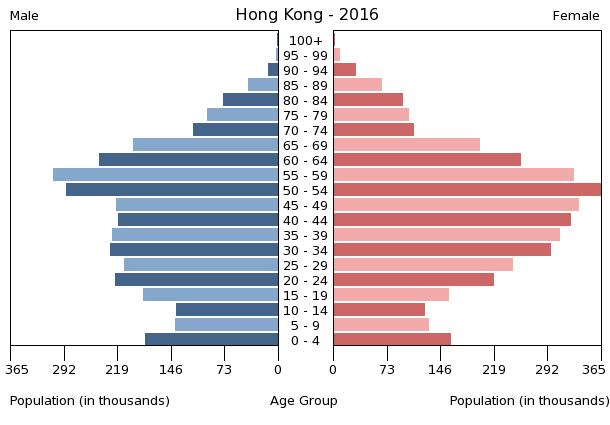
香港の人口ピラミッド

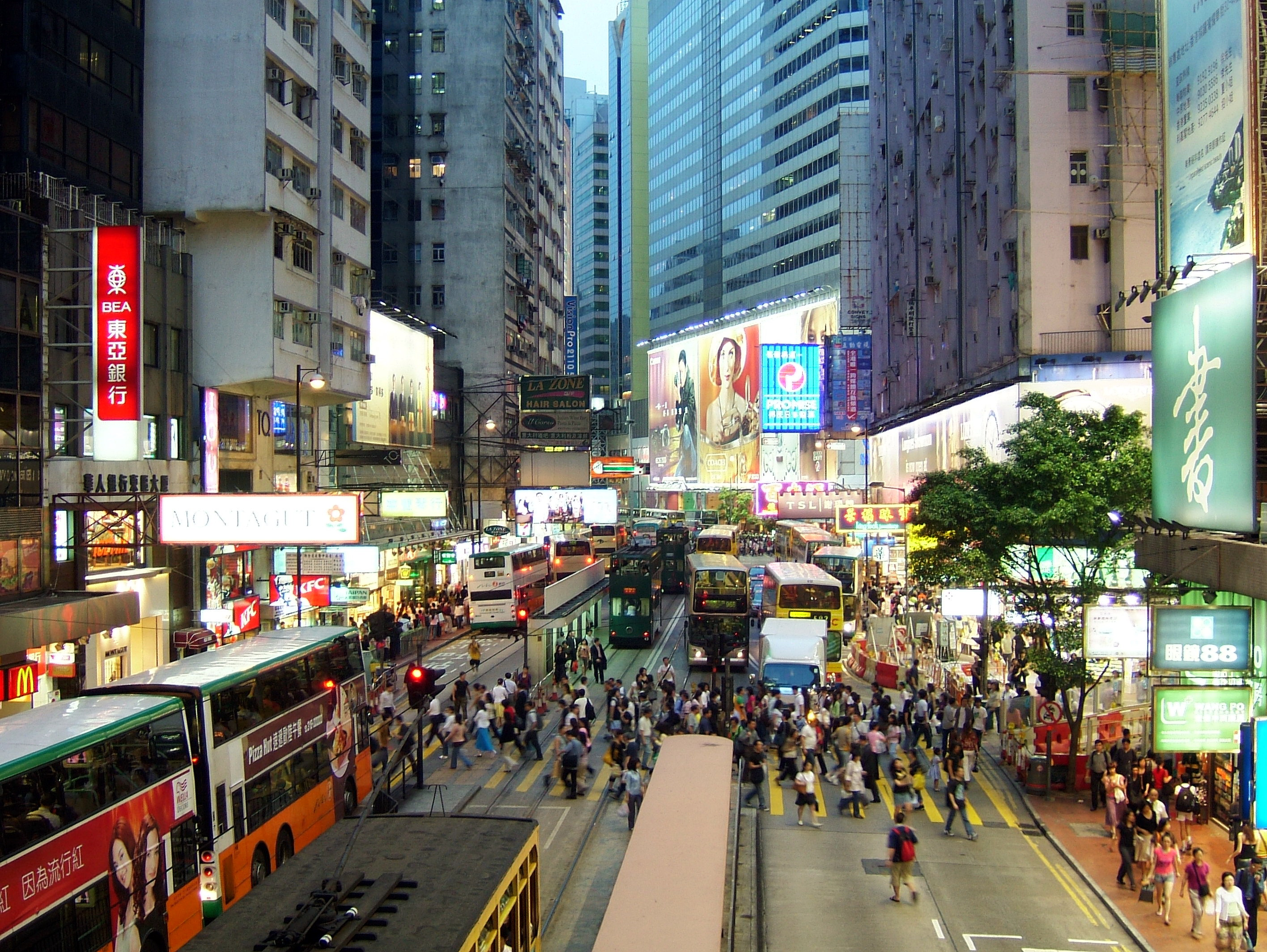
香港は世界で最も人口密度が高い地域の一つである。

2016年の中期人口統計によると、香港の人口は733万6585人、2011年の人口調査以降の年平均人口増加率は0.7%であった。香港は世界で最も人口密度が高い地域の一つであり、1平方キロメートル当たりの人口密度は6540人（2010年）である。2022年には729万1600人となっている。18の区のうち最も人口密度が高い観塘区では5万4530人に上る。香港の出生率は0.869であり、人口代替率2.1をはるかに下回っている。
香港島北部の住宅地と九龍半島に人口が集中している。両者を合わせて127.75平方キロメートルと香港全体の面積の12%弱の地域に、香港総人口の約48%に当たる約338万人が居住している。九龍地区の1平方キロメートル当たりの人口密度は4万4917人、同じく香港島北部は1万5726人である（いずれも2010年）。
同地域は「海外からの移住者が仕事探しを行える環境」として比較的恵まれていることが特徴ともなっており、労働移住者の割合は24%（世界7位）という高めなものとなっている。香港の人口で最も多いのは「華人」と呼ばれる中国系で、全体の93%を占める。華人以外で多いのはメイドなどの出稼ぎ労働者として多くが働いているフィリピン人やインドネシア人で、かつての宗主国のイギリス人が次ぐ。日本人は約2万4000人居住している。
香港返還以降の人口増加の大半は中国本土からの移民による。香港大学アジア太平洋研究センターの鄭宏泰助理教授は「中国本土からの移民人口を総合すると、2001年時点の香港総人口の約1割に当たる」と指摘する。2015年の調査によると、1997年の香港返還以来、中国本土から香港に移り住んだ人の数が87万9000人に達していることが明らかになった。香港の人口（730万人）の8人に1人が本土出身者という計算になる。
一方で、近年は前述した国家安全法の施行や少子高齢化で、香港の人口減少が加速している。

### 宗教
仏教・道教、ついでキリスト教徒（1993年ではプロテスタント25万8000人、カトリック24万9180人）が多い。
道教に根ざした思想や風習が広く市民の間に浸透している。関帝や天后など道教の神を祀った寺院（道観）が、中心部・郊外を問わず、各所に建てられている。近代的なビルの一角やオフィス、店舗の片隅に関帝が祀られていたり、路傍などに土地神を祀る小さな祠がしつらえられていることも多く、そこには多くの場合、線香や供物が絶やさず供えられている。
イギリスによる長年の統治の影響により、キリスト教も比較的広く信仰されている。歴史的な建造物であるものから雑居ビルの一室のものまで含めた各宗派の教会や、キリスト教系の団体を母体とする福祉施設や学校などが数多く存在している。ほかにも仏教寺院やイスラム教のモスク、日本の宗教団体の施設などもある。

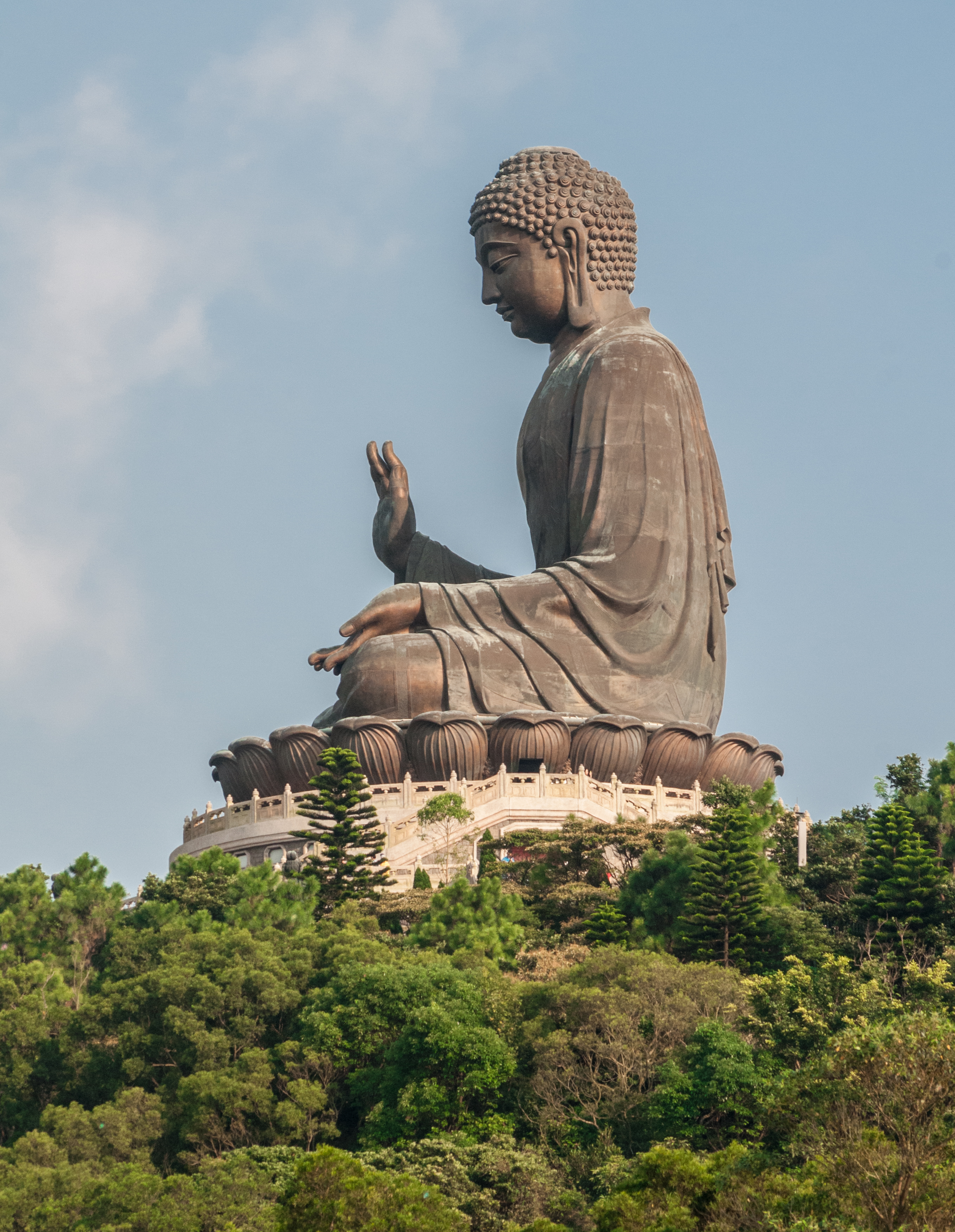
ランタオ島の天壇大仏
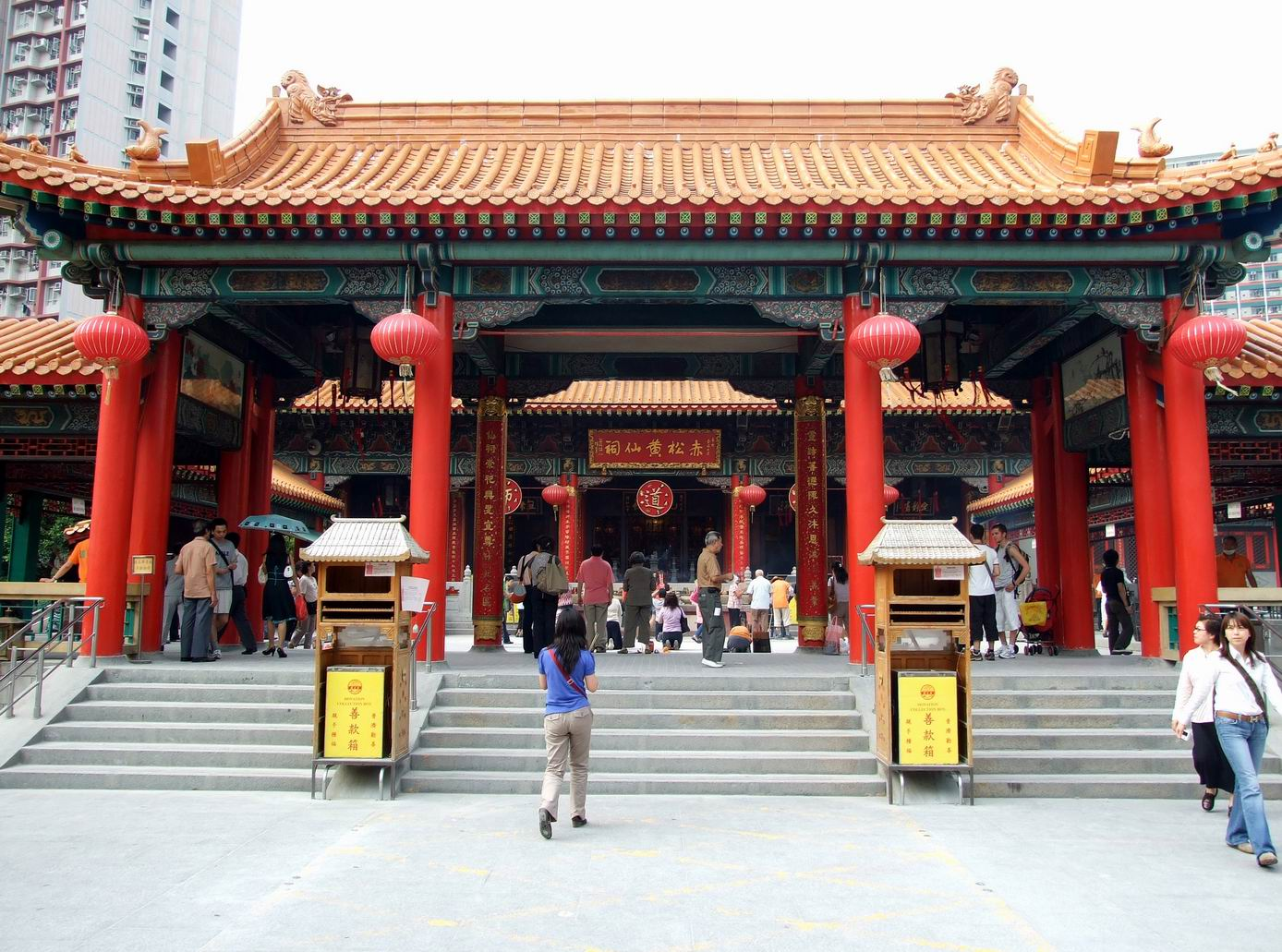
黄大仙祠
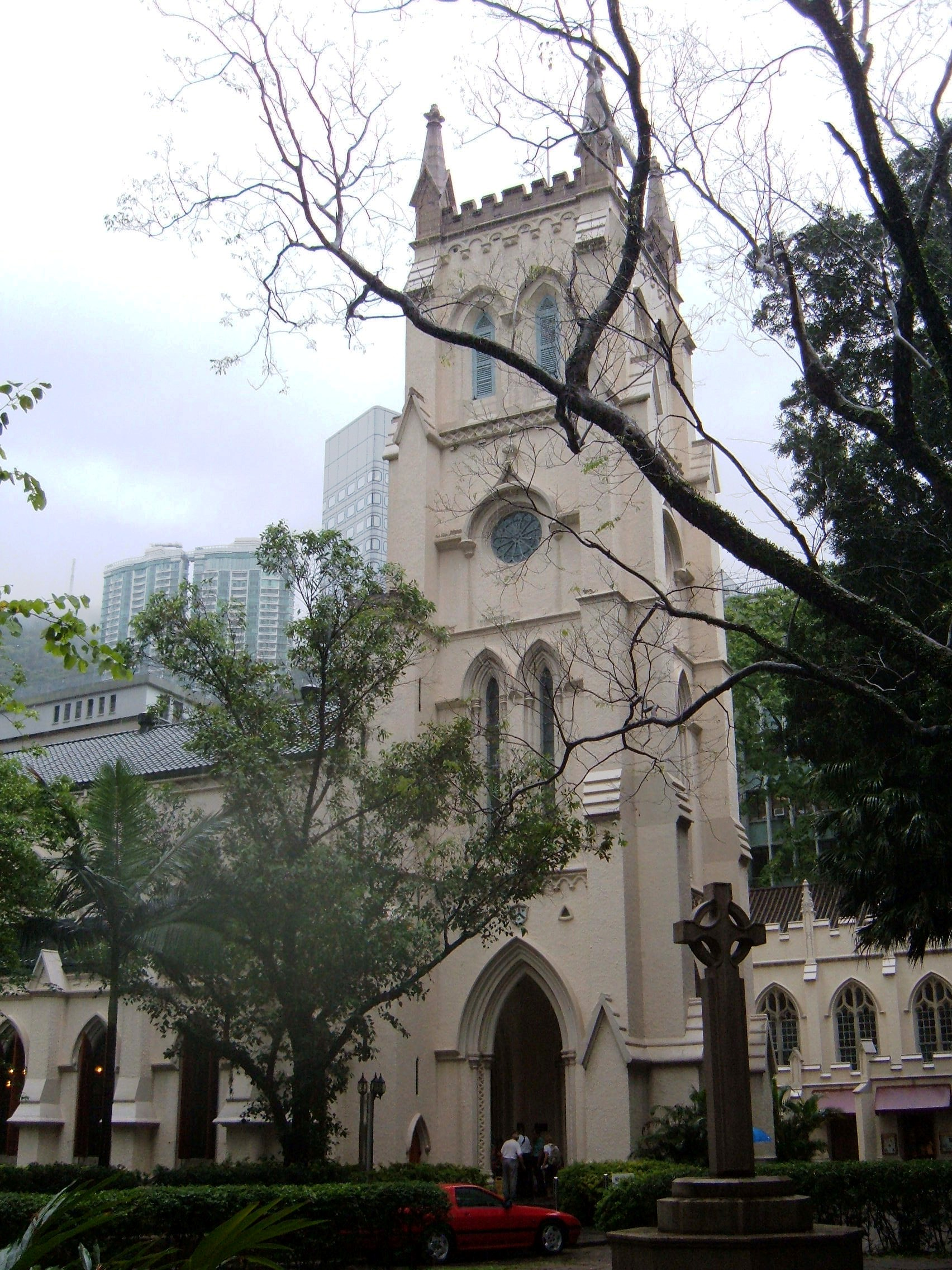
聖ヨハネ座堂
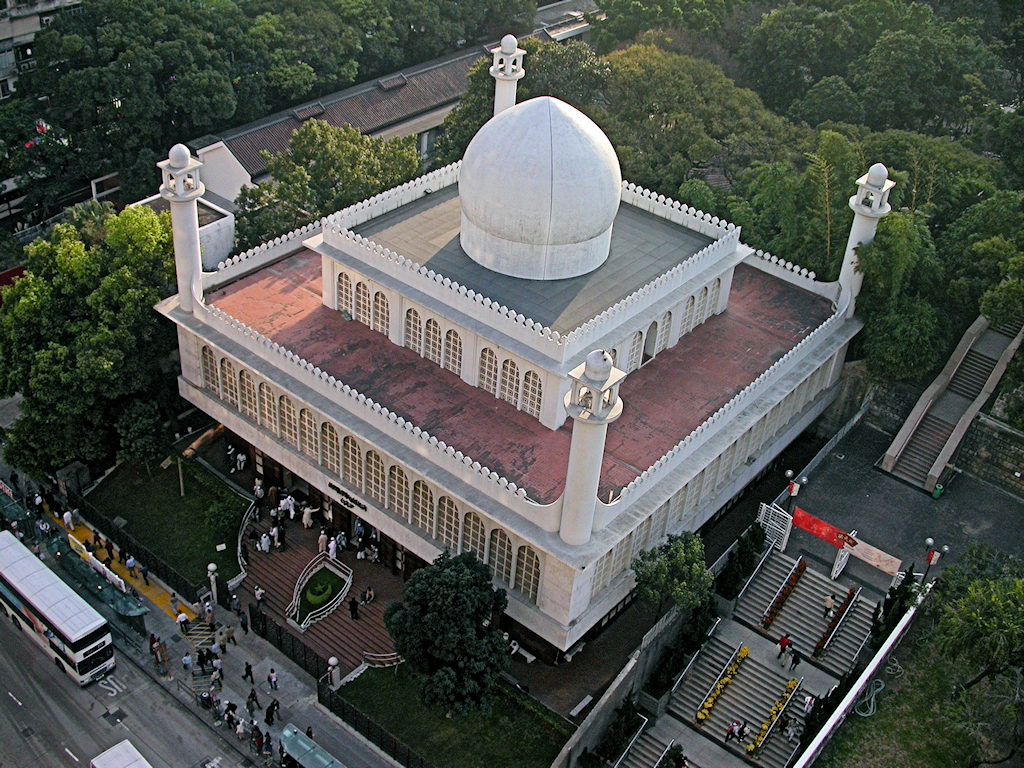
九龍モスク

## 経済

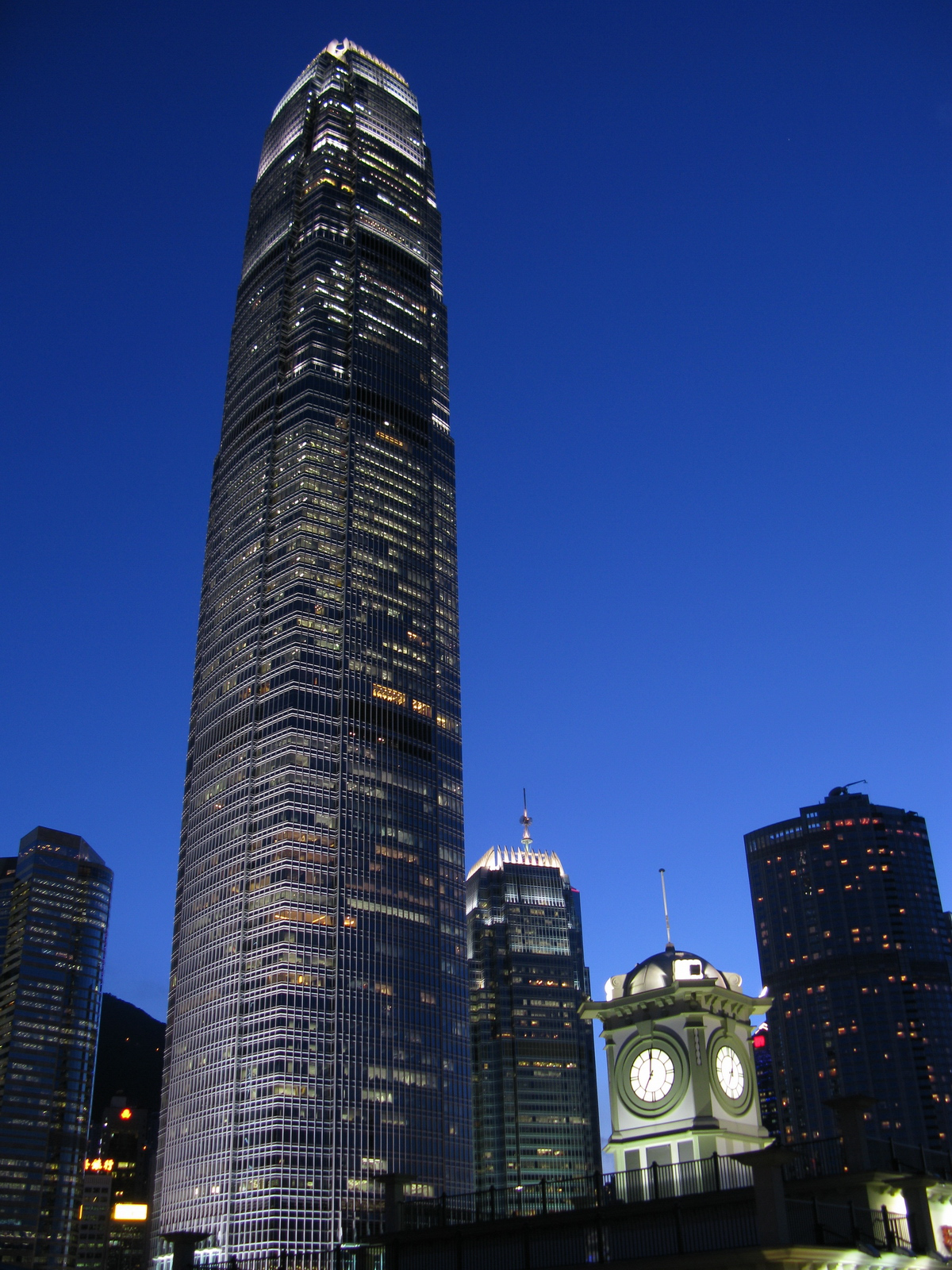
中環の複合商業施設である国際金融中心

国際通貨基金の統計によると、2015年のGDPは3092億米ドルである。2015年の一人当たりのGDPは4万2294米ドルであり、世界的にも上位に位置する。2016年の一人当たり国民総所得(GNI)は4万3240ドルでドイツに次ぐ世界第16位となっている。
アメリカのシンクタンクが2017年に発表した総合的な世界都市ランキングにおいて、世界6位の都市と評価された。アジアの都市ではシンガポール、東京に次ぐ3位である。日本の民間研究所が2017年に発表した「世界の都市総合力ランキング」では、世界9位の都市と評価された。世界屈指のビジネス拠点であり、2012年5月、スイスのシンクタンクによって、2年連続で「世界で最も競争力の高い国・地域」に選ばれた。
富裕人口も非常に多く、金融資産100万ドル以上を持つ富裕世帯は約21万世帯であり、フランスやインドを凌いでいる。およそ11世帯に1世帯が金融資産100万ドル以上を保有しており、世界有数の密度を誇る。個人資産10億ドル以上を保有する大富豪は2016年時点で68人であり、ニューヨークに次ぎ、世界で2番目に多い都市である。
経済自由度指数が世界で最も高く、25年連続で「世界で最も自由な経済体」に選出されているように、経済形態は規制が少なく低税率な自由経済を特徴とする。食料や日用品などの対外依存度が高い。もともとイギリスの対中国貿易の拠点であったことから中継貿易が発達していた。1949年に中華人民共和国が成立すると、大陸から多くの移民が香港に流入、それを安価な労働力として活用することで労働集約型の繊維産業やプラスチック加工などの製造業が発達した。
1970年代からは、香港政庁が新界における住宅団地開発や交通インフラ整備などに着手（詳細は積極的不介入を参照）、香港経済は急速な発展を遂げる。しかし1970年代後半になると労働コストの上昇や工業用地不足などの問題が顕在化してきた。そして中華人民共和国の改革開放政策により1980年代からは従来の製造業は広東省の深圳市や東莞市をはじめとする珠江デルタへと移転、香港は中華人民共和国を後背地とする金融センター・物流基地へ転換した。
1997年の返還後は中国本土への経済的依存は強まり、2003年には中国本土・香港経済連携緊密化取決め（CEPA I）が中国本土と香港の間で調印され、その後も補充協議が実施・締結されている。広東省のイニシアティブによる汎珠江デルタ協力（9+2協力）にも参加している。香港は、世界最大級の都市圏（グレーターベイエリア）を目指す粤港澳大湾区構想の一部でもある。
イギリス時代から完備された法体系や税制上の優遇措置、高い教育水準を有し英語が普及していることから、賃貸物件賃料が世界最高水準であるにもかかわらず、アジア市場の本社機能を香港に設置する欧米企業が多く存在する。
香港のGDPの80%をサービス産業が占める。観光産業がGDPの約5%を占めるほか、古くから映画産業が盛んである。香港経済界の代表的人物として長江集団を率いる李嘉誠が挙げられる。
地価が高いこともあり、香港はシンガポールと同じく物価高の傾向があり、商品や為替変動によっては東京の消費者物価を上回ることがある。

### 企業
電力や通信などの社会インフラ企業をはじめ建設や運輸、金融や流通、サービス業や報道機関まで、さまざまな業種の大企業がそろっており、東南アジアや中華人民共和国のみならず、日本やイギリス、アメリカなどへ進出している企業も多い。
主な財閥、企業グループは、イギリス系、華人系、中国本土系の三つに大まかな分類ができる。華人系には長江実業グループや会徳豊などがある。伝統的にはイギリス系のジャーディン・マセソンやスワイヤー・グループ、香港上海銀行が有力だが、前二者は1970年代以降、ハチソン・ワンポア（長江実業グループ傘下）などの華人系財閥による買収などで勢力を縮小させている。中国本土系の企業としては、華潤集団、招商局集団、中国銀行 (香港)、中国旅行社やCITICがある。
日系企業の進出が盛んであり、2018年時点で1393社の日系企業が、香港に拠点をおいている。これは、香港に進出している外資系企業の中でアメリカなどの欧米企業を抑えてトップの数である。

### 金融
2021年3月に発表された金融センターランキングにおいて、世界4位と評価された。アジアでは上海に次ぐ2位である。2016年の外国為替市場の1日当たりの取引額は4370億ドルであり、日本を追い抜き、イギリス、アメリカ、シンガポールに次ぐ4位に浮上した。

#### 貨幣・金利
貨幣である香港ドルは、イギリス系の香港上海匯豊銀行（HSBC）とスタンダードチャータード銀行（香港渣打銀行）、中国系の中国銀行 (香港)の商業銀行3行によって発行されている。ただし10香港ドル紙幣の一部と硬貨は、香港金融管理局が発行している。
返還後の2001年に金利が自由化されたものの、2005年5月18日にアメリカ合衆国ドルとのペッグ制から目標相場圏制度に移行されたことにより、金利は基本的にアメリカ合衆国の金利動向に追従する。
外貨準備高
4500億USドル（2020年7月末）

#### 証券
主要な証券取引所として、1891年に開設された香港証券取引所（香港交易所、Hong Kong Stock Exchange）があり、東京証券取引所やシンガポール証券取引所と並び、アジアを代表する証券取引所となっている。市場の動きを表す指数として、代表50銘柄を対象として時価総額加重平均で算出した「ハンセン指数（恒生指數、Hang Seng Index）」がある。
株式市場
上場株式時価総額：5兆7783億USドル（2019年4月）

#### 運輸
海運
コンテナ取扱量 1796万TEU（20フィートコンテナ換算、2020年）
空運
取扱貨物 4.6百万トン（2019/20年度）

## 観光

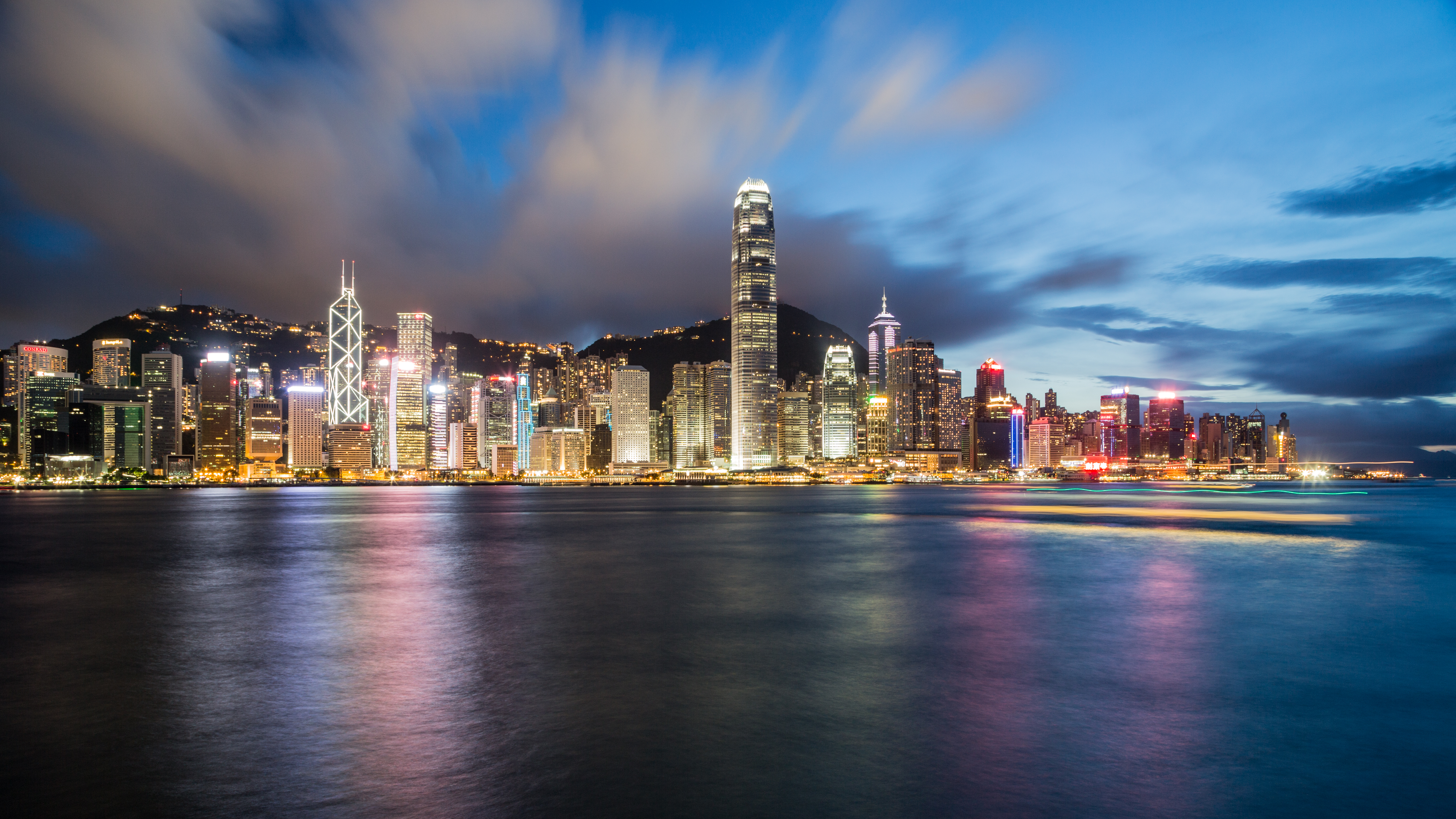
世界三大夜景のヴィクトリア・ハーバー夜景（香港島）

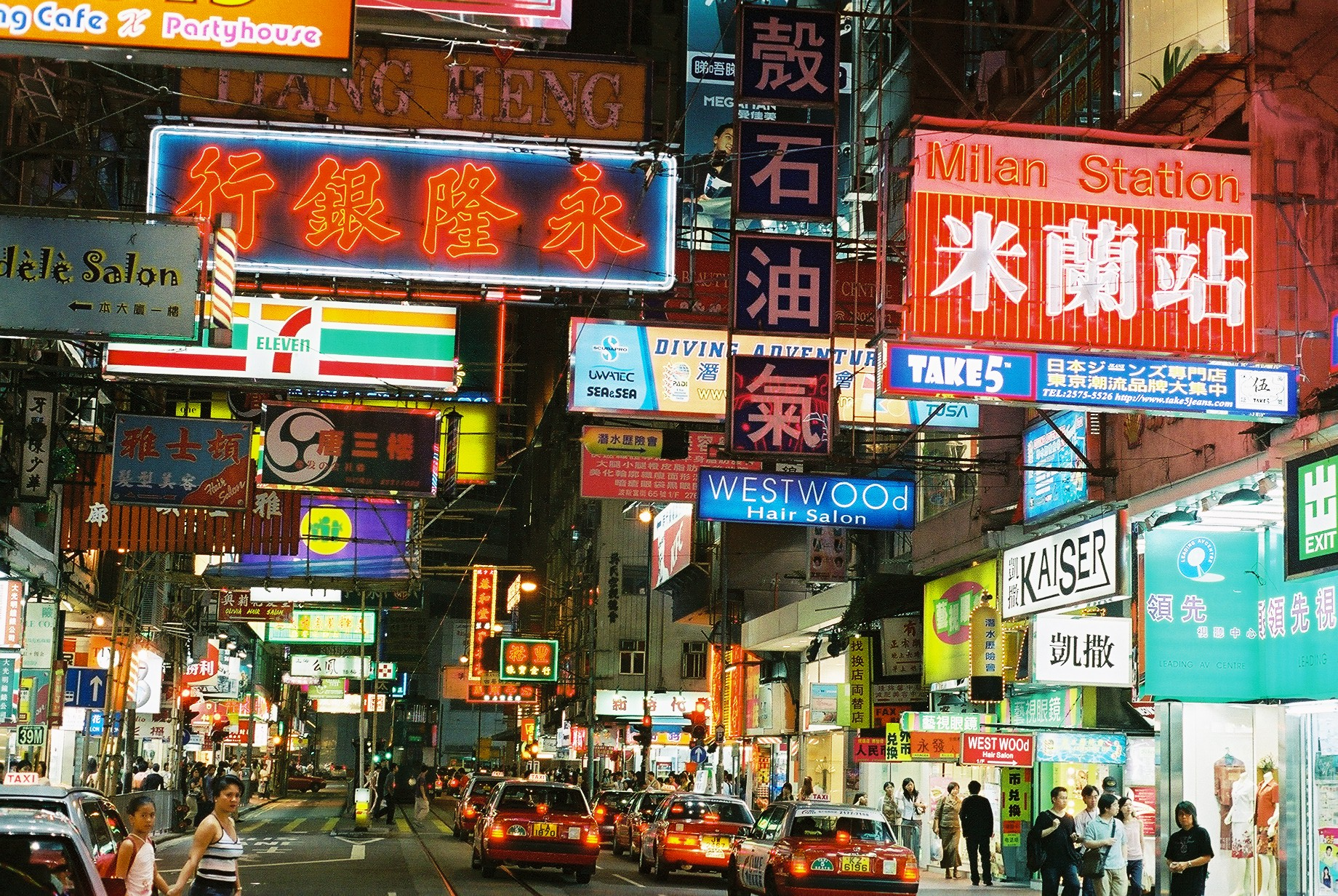
香港島の繁華街（銅鑼湾）

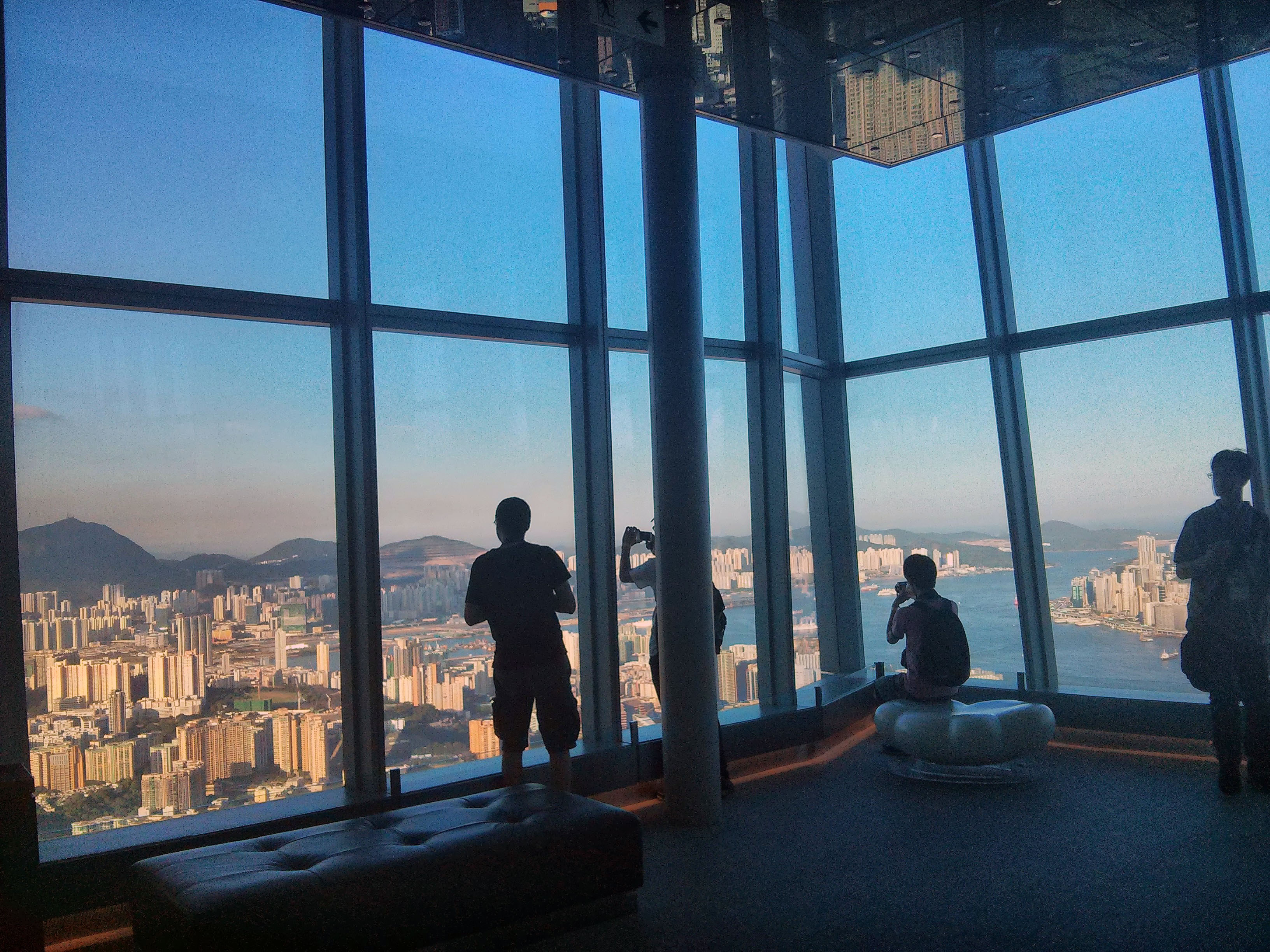
「Sky100（展望台）」（環球貿易広場）

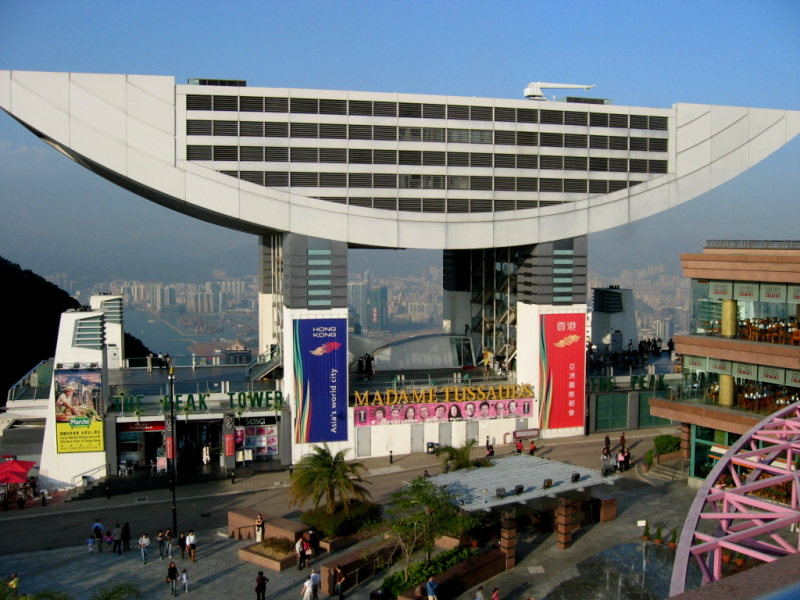
山頂駅（展望台）

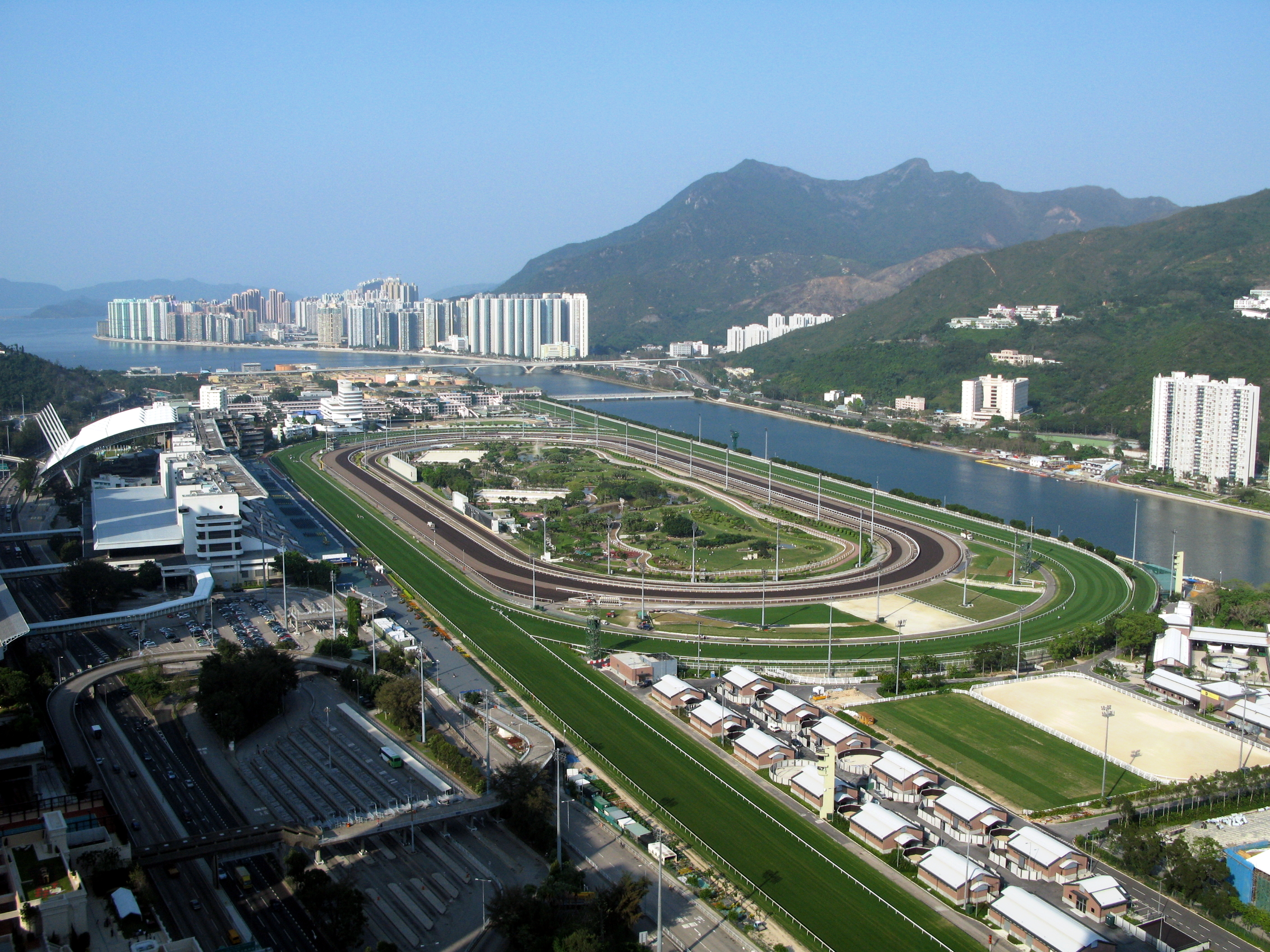
沙田競馬場

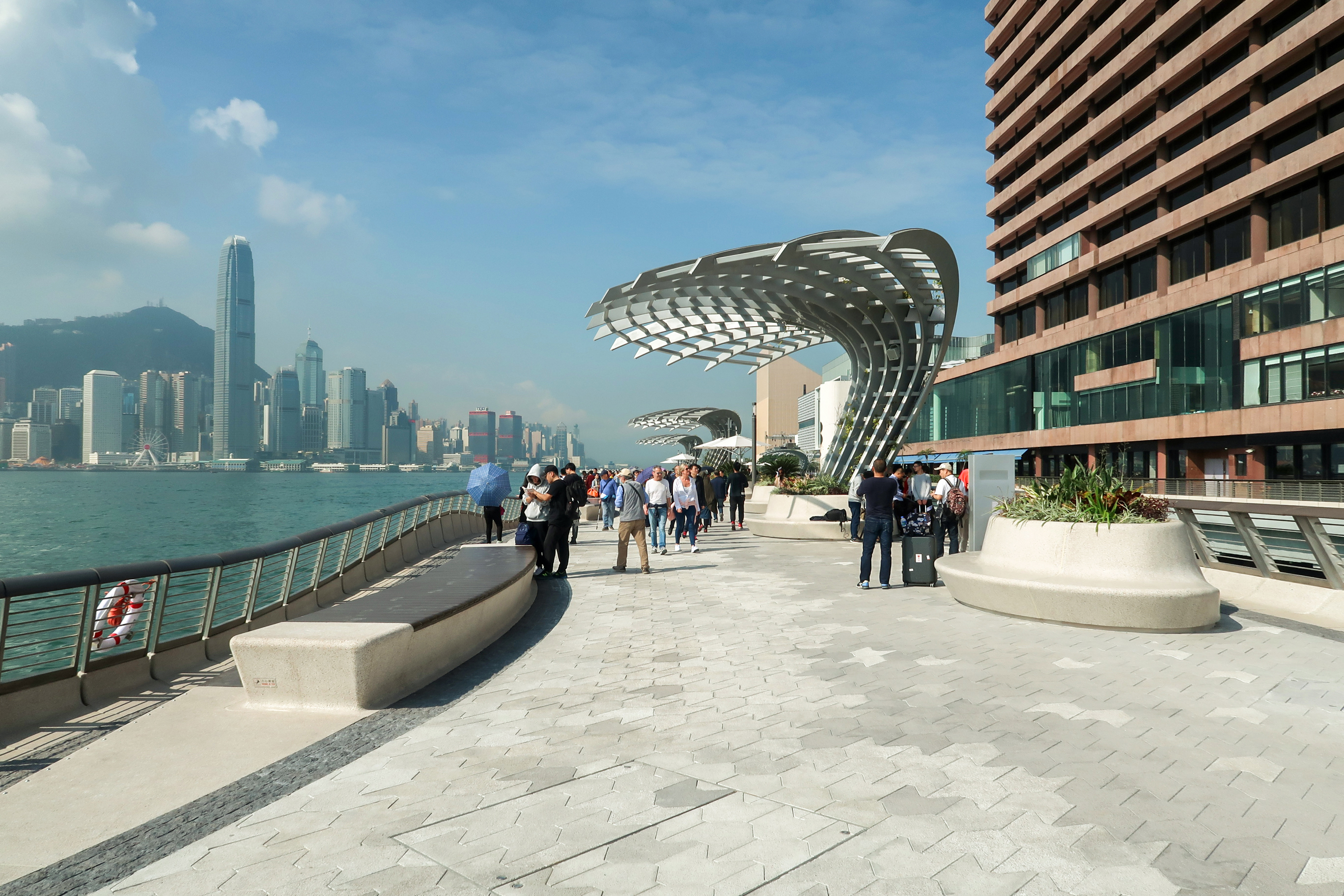
尖沙咀のアベニュー・オブ・スターズ

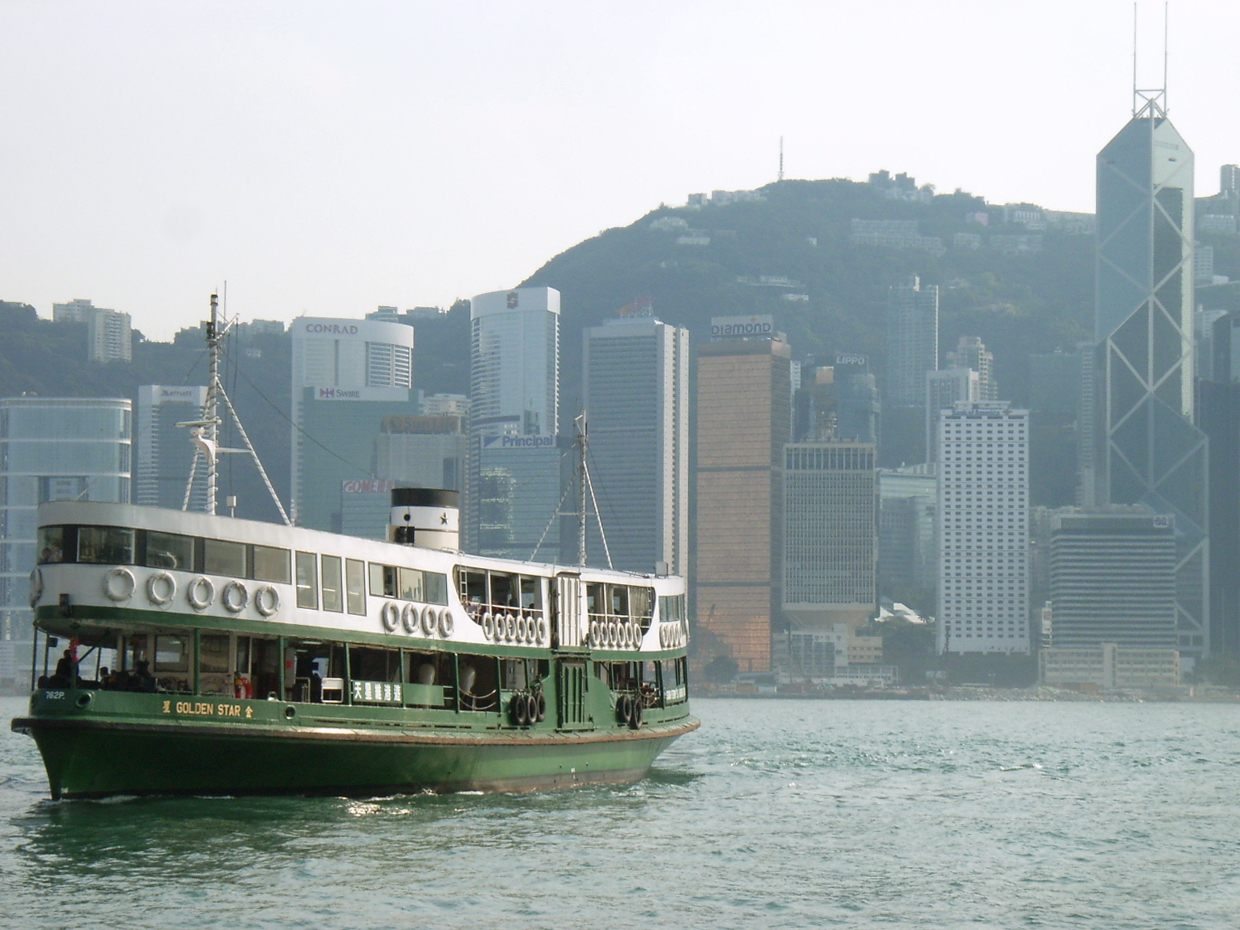
スターフェリー

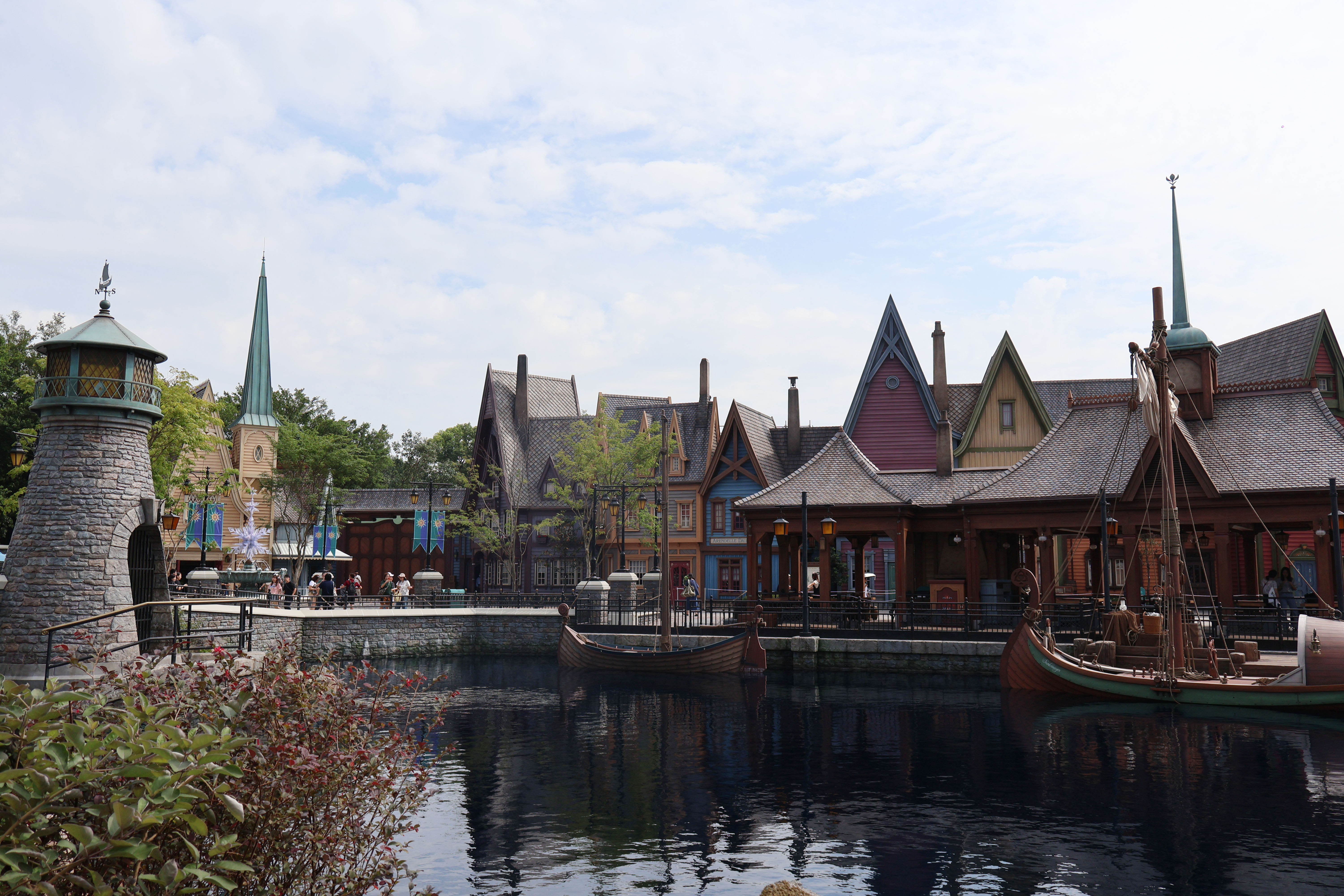
香港ディズニーランド

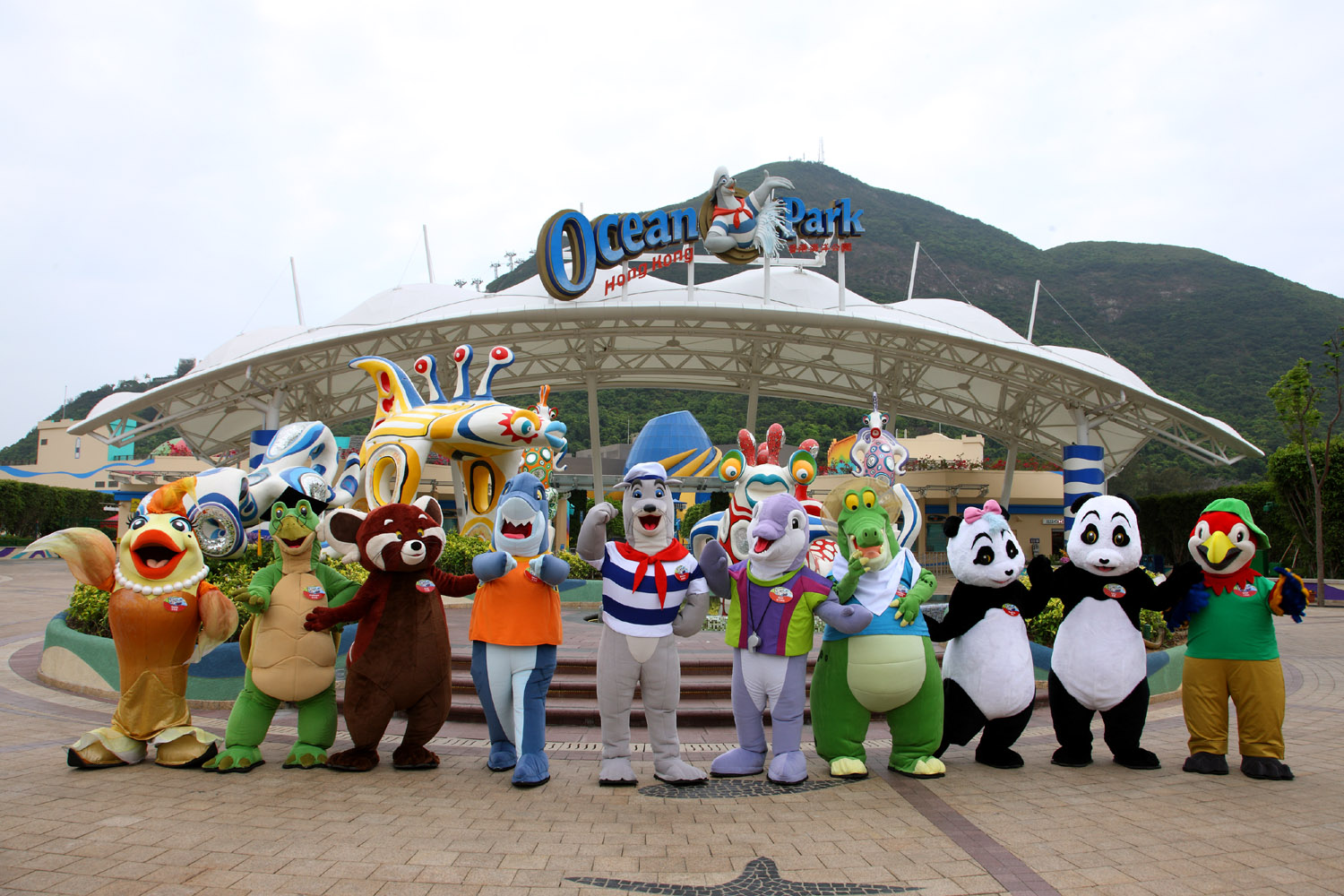
香港海洋公園

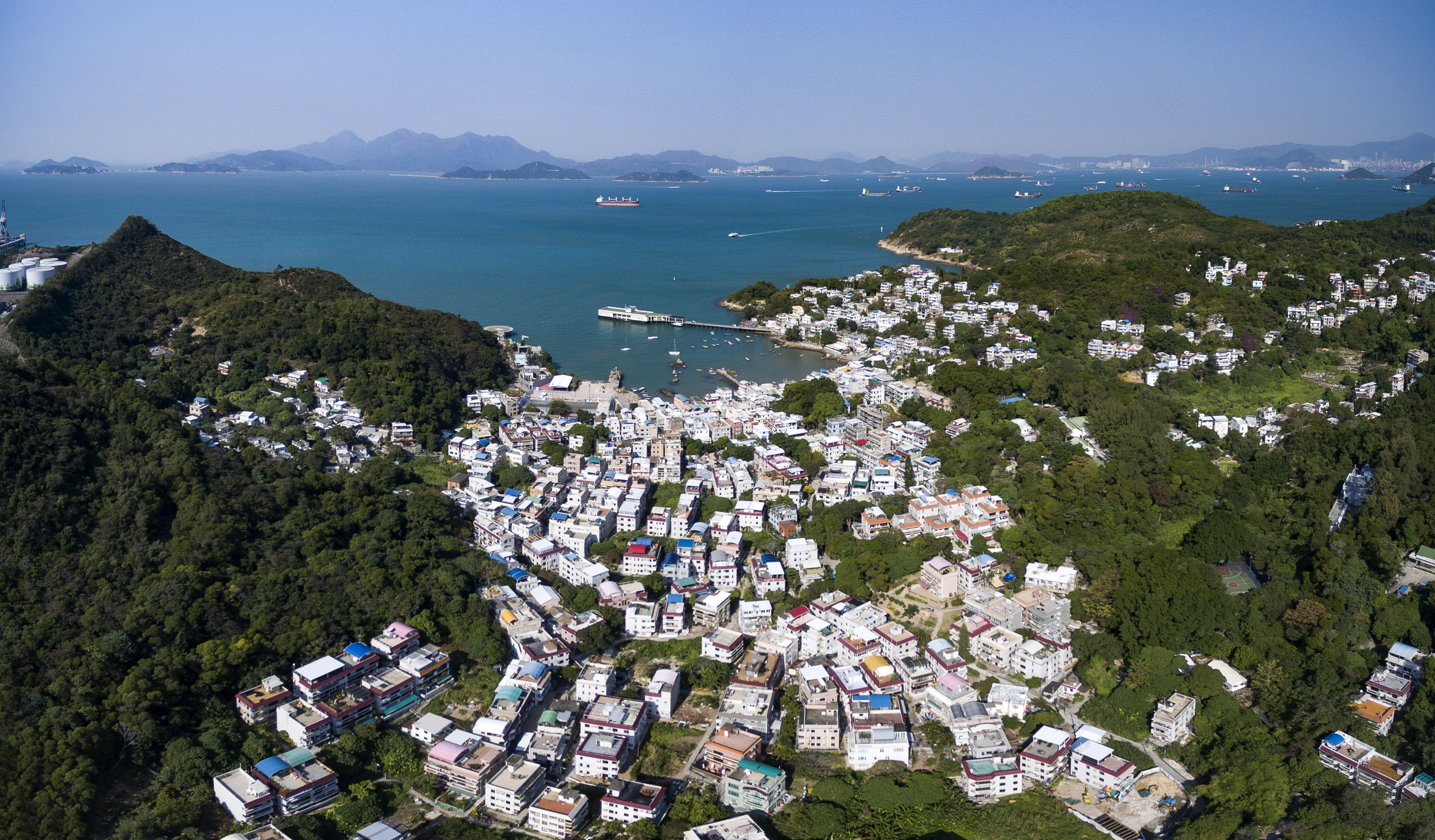
ラマ島（南丫島）

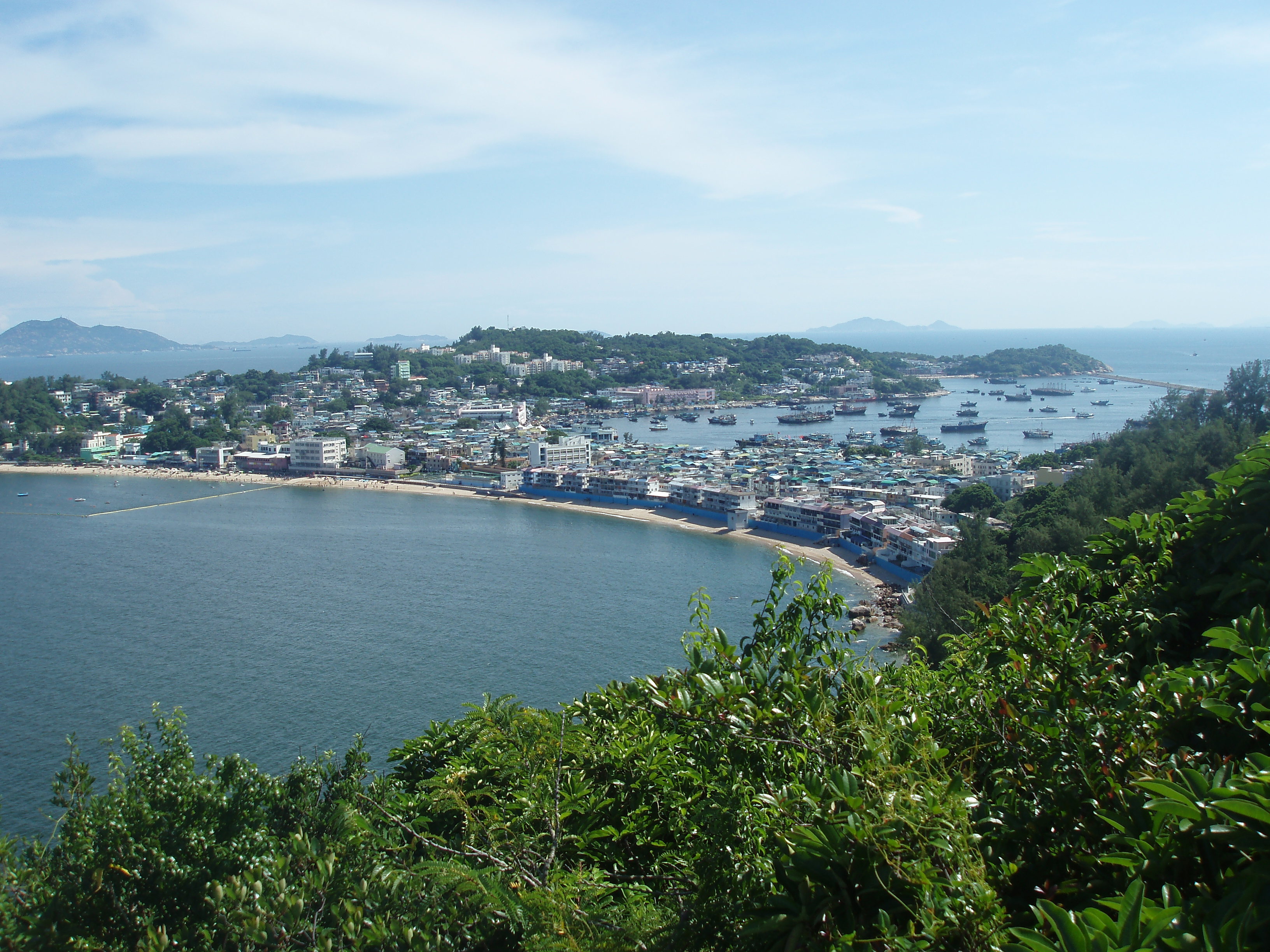
長洲島

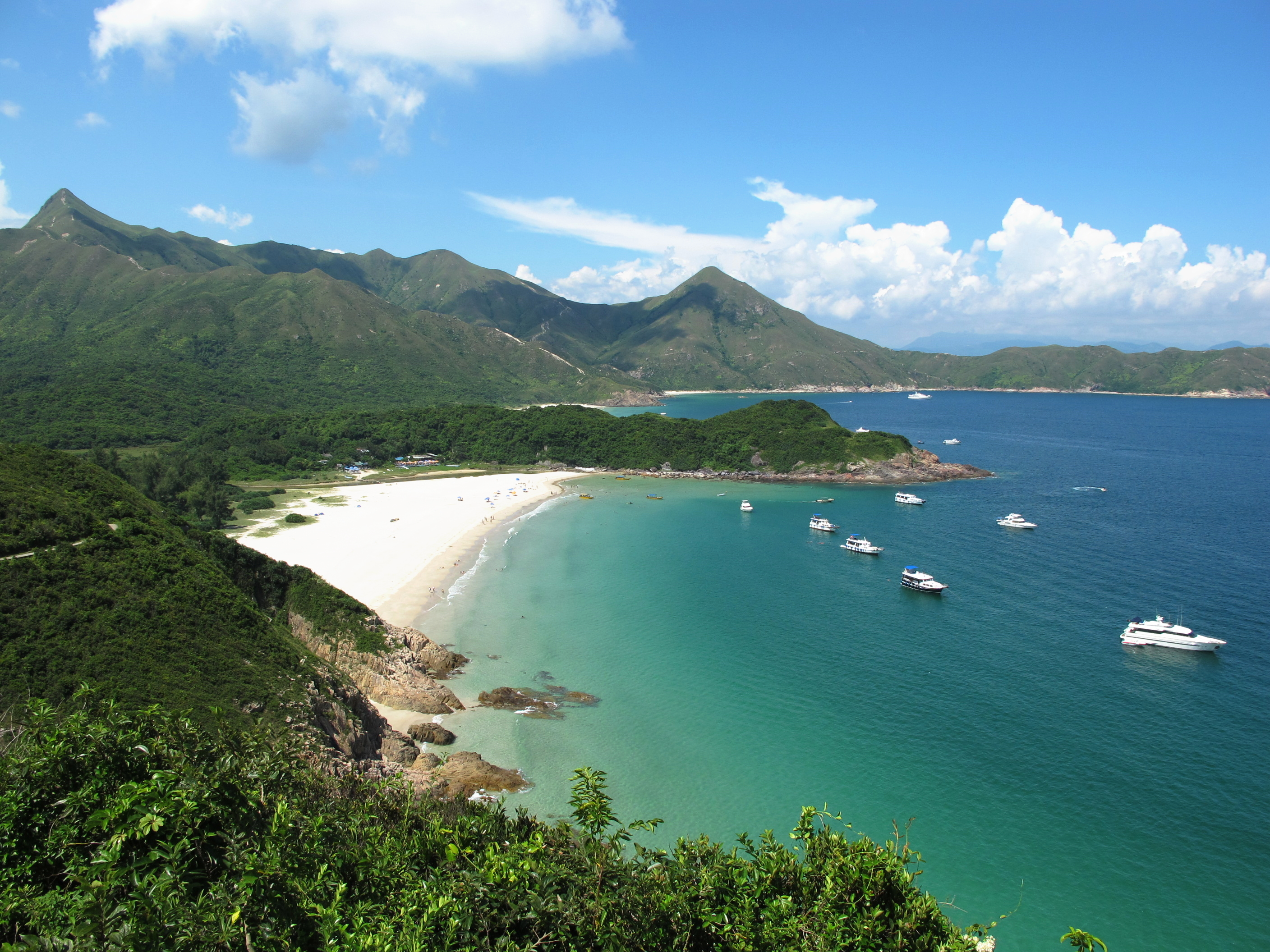
西貢大浪湾シャープピーク

世界有数の観光都市であり、イギリスの市場調査会社ユーロモニターが公表した統計によると、外国人旅行者の来訪数が世界で最も多い都市であり、2012年には約2,380万人が訪れた。
観光産業が経済的に大きな位置を占めるということもあり、香港政府観光局や、フラッグ・キャリアのキャセイパシフィック航空を中心に海外での宣伝、観光客の誘致活動が大々的に行われており、現在、観光親善大使を香港出身の映画俳優であるジャッキー・チェンが務めている。
香港島中西区には香港上海銀行・香港本店ビルや中国銀行タワー、国際金融中心などをはじめとする超高層オフィスビルやホテルが、九龍区には環球貿易広場、油尖旺区などの繁華街には大規模なショッピングモールやさまざまな様式のレストラン、高級ブランドのブティックやエステサロンなどが立ち並び、活況を見せている。
香港は世界三大夜景の一つである。古くから「100万ドルの夜景」の異名で世界的に知られており、特に香港島のヴィクトリア・ピークや、尖沙咀のウォーターフロント・プロムナード近辺からの眺望が名高い。12月のクリスマスシーズンから農暦新年（旧正月）にかけては、ヴィクトリア・ハーバー沿いに建つビルに特別のイルミネーションが施される。
郊外や島嶼部では昔ながらの風景や自然が多く残されており、ハイキングなどを楽しむことができる。2005年9月に香港の新たな名所としてランタオ島に香港ディズニーランドがオープンした。
1960年代から映画産業が盛んであったこともあり、現在も香港映画の多くにこれらの観光名所が登場するほか、日本やアメリカの作品においてもこれらの観光名所が登場することも多く、観光客誘致に一役買っている。
近い上に観光資源が豊富なことから、1970年代の海外旅行ブーム以来、日本人の間で人気の旅行先としての地位を保っている。それに対して日本が香港市民の人気の旅行先として定着しており、当初は東京（東京ディズニーランドや原宿など）を主な旅行先とするケースが多かったものの、東北地方の温泉地巡りや北海道でのスキー、大阪や九州のテーマパークなど、その目的地が日本全国へと広がってきており、香港市民の日本へ対しての興味の幅広さがうかがわれる。

### 観光スポット

#### 香港島
- ヴィクトリア・ピーク（山頂） - 扯旗山、太平山とも
  - ピークトラム（山頂纜車）
  - ピークギャレリア（山頂廣場）
  - マダム・タッソー蝋人形館（杜莎夫人蠟像館）
- 香港トラム（電車） - トラム、丁丁とも
- ヒルサイド・エスカレーター（中環至半山自動扶梯）
- ランカイフォン（蘭桂坊）
- 文武廟
- IFCモール（香港国際金融中心）
- 香港コンベンション&エキシビション・センター（香港会議展覧中心）
- ヌーンデイ・ガン（午炮）
- ハッピーバレー競馬場（跑馬地賽馬場）
- 香港映画博物館（香港電影資料博物館）
- レパルスベイ（浅水湾）
- ディープ・ウォーター・ベイ（深水湾）
- スタンレー・マーケット（赤柱市場）
- アバディーン（香港仔）
  - ジャンボキングダム（珍寶王國）
- 鴨脷洲
- ヴィクトリア公園
- 香港公園
- 香港海洋公園
- 香港動植物公園
- 香港仔海浜公園
- 添馬公園

#### 九龍
- 尖沙咀のウォーターフロント・プロムナード（海濱長廊）
  - アベニュー・オブ・スターズ（星光大道）
- 香港文化中心
- ICC 「Sky100（天際100）」（環球貿易広場）
- 香港芸術館
- 香港スペース・ミュージアム（香港太空探索館）
- 香港歴史博物館
- ネイザンロード（彌敦道）
- 啓徳空港跡地
- 男人街 - テンプル・ストリート（廟街）の通称
- 女人街 - 通菜街の通称
- 黄大仙廟
- 金魚街（通菜街）
- フラワーマーケット（花墟道）
- ランガムプレイス（朗豪坊）
- 鯉魚門（鯉魚躍龍門）
- apm
- 香港島・九龍間
  - ヴィクトリア・ハーバー（維多利亞港）
    - スターフェリー（天星小輪）
- 九龍公園
  - 香港古代文物探知館
- 九龍湾公園
- 園圃街雀鳥花園

#### 新界、離島
- 望夫石
- 沙田競馬場（沙田馬場）
- 大夫第
- 屏山文物径
- 香港文化博物館
- 万仏寺
- 天水囲公園
- 香港湿地公園
- 落馬洲公園
- 東平洲
- 八仙嶺
- 塔門洲
- 西貢
  - シャープピーク - 公園の象徴となっている山。香港では高い人気を誇る登山コースである。
  - 西貢大浪湾
- 橋咀洲
- 糧船湾
- 果洲群島
- 大帽山
- ランタオ島（大嶼山）
  - 香港ディズニーランド
  - ゴンピン360（昂平360）-ロープウェー
  - DDeck（ディスカバリー・ベイのレストラン街）
  - 宝蓮寺
  - 梅窩
- 南丫島
- 長洲島
- 坪洲

### ホテル

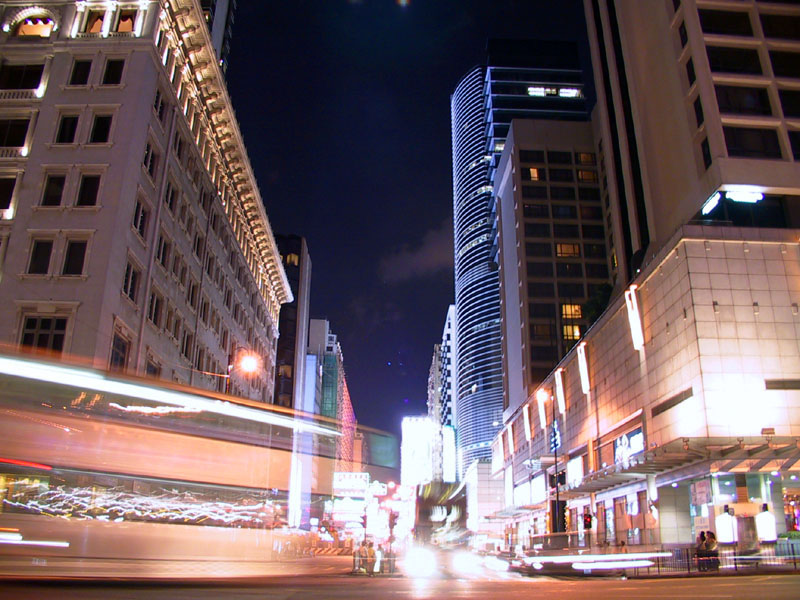
ザ・ペニンシュラ香港（左）とシェラトン・香港（右）

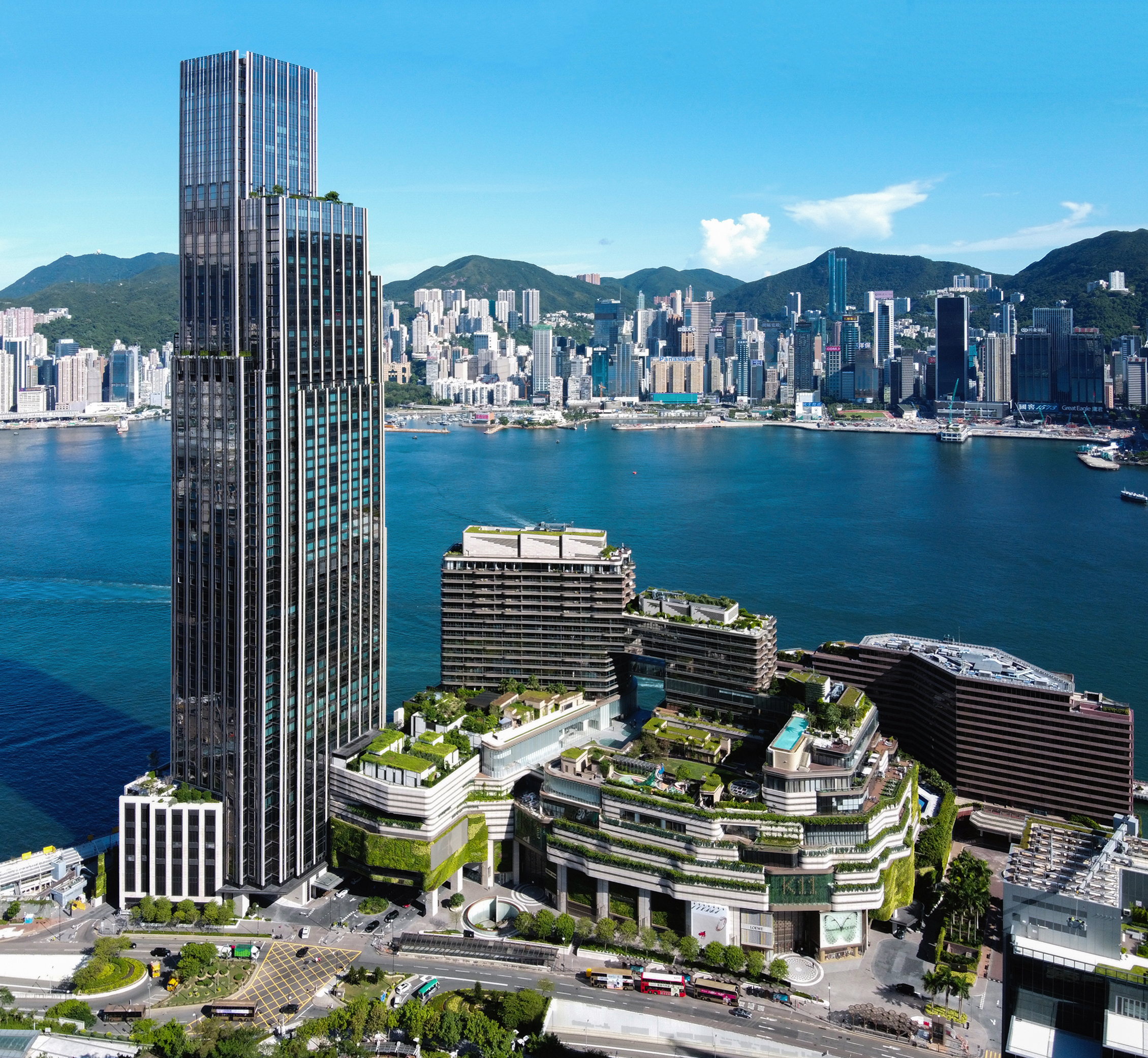
ローズウッド香港

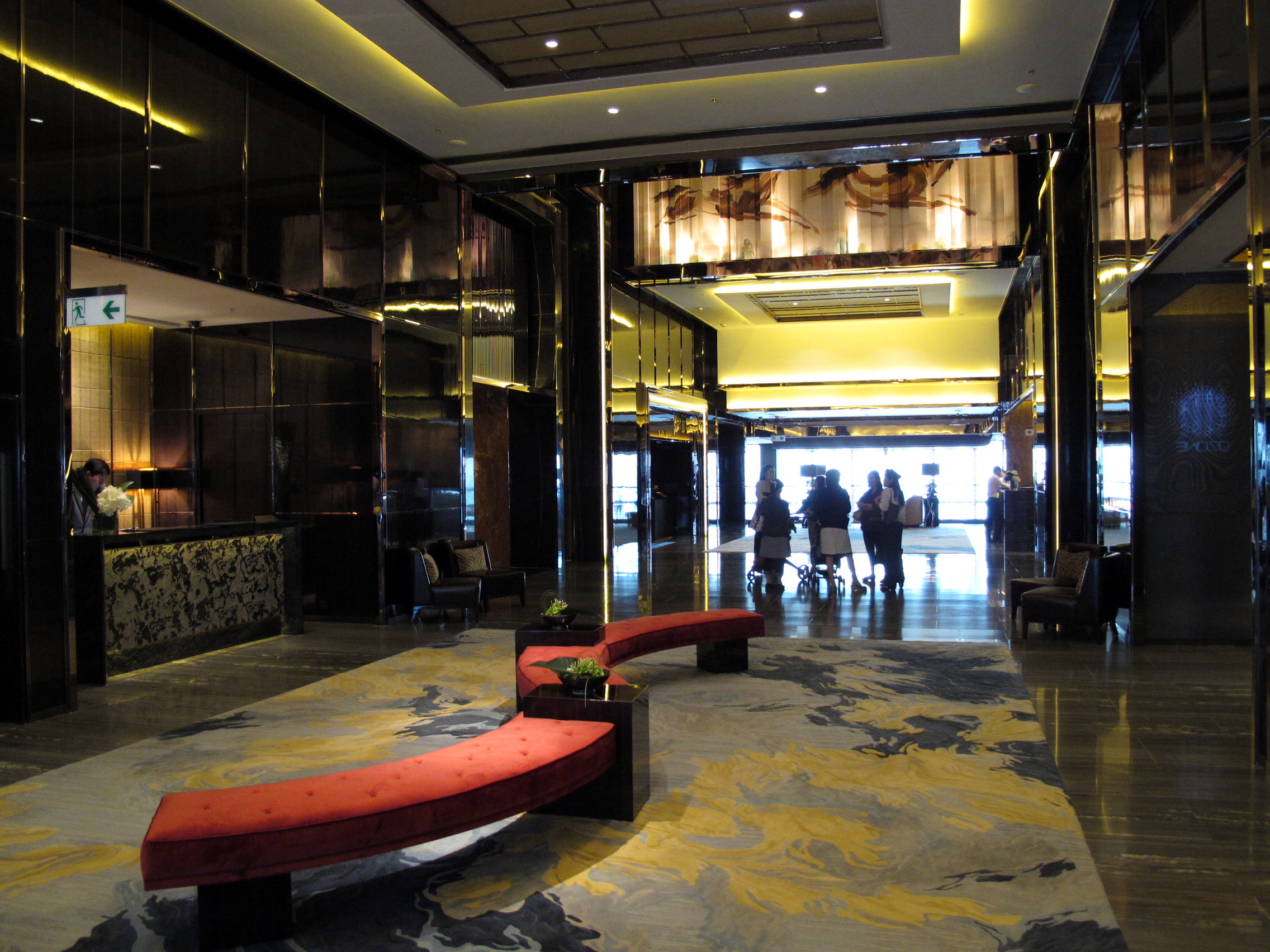
ザ・リッツ・カールトン香港-九龍

コンデナスト・トラベラーやインスティテューショナル・インベスターなどのホテルランキングで高い評価を受ける超高級ホテルや国際的チェーンホテルから、長期滞在者向けの低価格宿泊施設までさまざまなホテルがそろっている。
- 香港島
  - マンダリン・オリエンタル香港（香港文華東方酒店）
  - ザ・ランドマーク・マンダリン・オリエンタル（置地文華東方酒店）
  - グランドハイアット・香港（香港君悦酒店）
  - アイランド・シャングリラ（港島香格里拉大酒店）
  - コンラッド・香港（香港港麗酒店）
  - フォーシーズンズ・ホテル・香港（香港四季酒店）
  - JWマリオットホテル香港（香港JW萬豪酒店）
  - ルネッサンス・ハーバービュー・ホテル・香港（香港萬麗海景酒店）
  - エクセルシオール香港（香港怡東酒店）
  - ル・メリディアン香港・サイバーポート（數碼港艾美酒店）
- 九龍
  - ザ・ペニンシュラ香港（香港半島酒店）
  - カオルーン・シャングリ・ラ ホンコン（九龍香格里拉大酒店）
  - インターコンチネンタル香港（香港洲際酒店）
  - シェラトン・香港（香港喜來登酒店）
  - ニューワールドミレニアム香港ホテル（千禧新世界香港酒店） - 旧：ホテル・ニッコー・ホンコン（香港日航酒店）
  - グランド・スタンフォード・インターコンチネンタル（海景嘉福酒店）
  - ホリデイイン・ゴールデンマイル（金域假日酒店）
  - マルコポーロ香港（馬哥孛羅香港酒店）
  - ハイアットリージェンシー香港（香港凱悦酒店尖沙咀）
  - ザ・ランガムホテル香港（朗庭酒店）
  - ランガムプレイスホテル香港（朗豪酒店）
  - W香港
  - ザ・リッツ・カールトン香港-九龍（香港九龍麗思卡爾頓酒店）
  - ローズウッド香港（香港瑰麗酒店）
  - 重慶大廈 - ゲストハウスなどが多く集まった雑居ビル
- 新界
  - ハイアット・リージェンシー香港 - 沙田（香港凱悦酒店 - 沙田）
  - リーガル・エアポート・ホテル（香港富豪機場酒店）
  - スカイシティ・マリオット香港（香港天際萬豪酒店）
  - ノボテル・シティゲート・香港（香港諾富特東薈城酒店）
  - 香港ディズニーランド・ホテル（香港迪士尼樂園酒店）

## 交通

150以上の駅を有する香港MTR

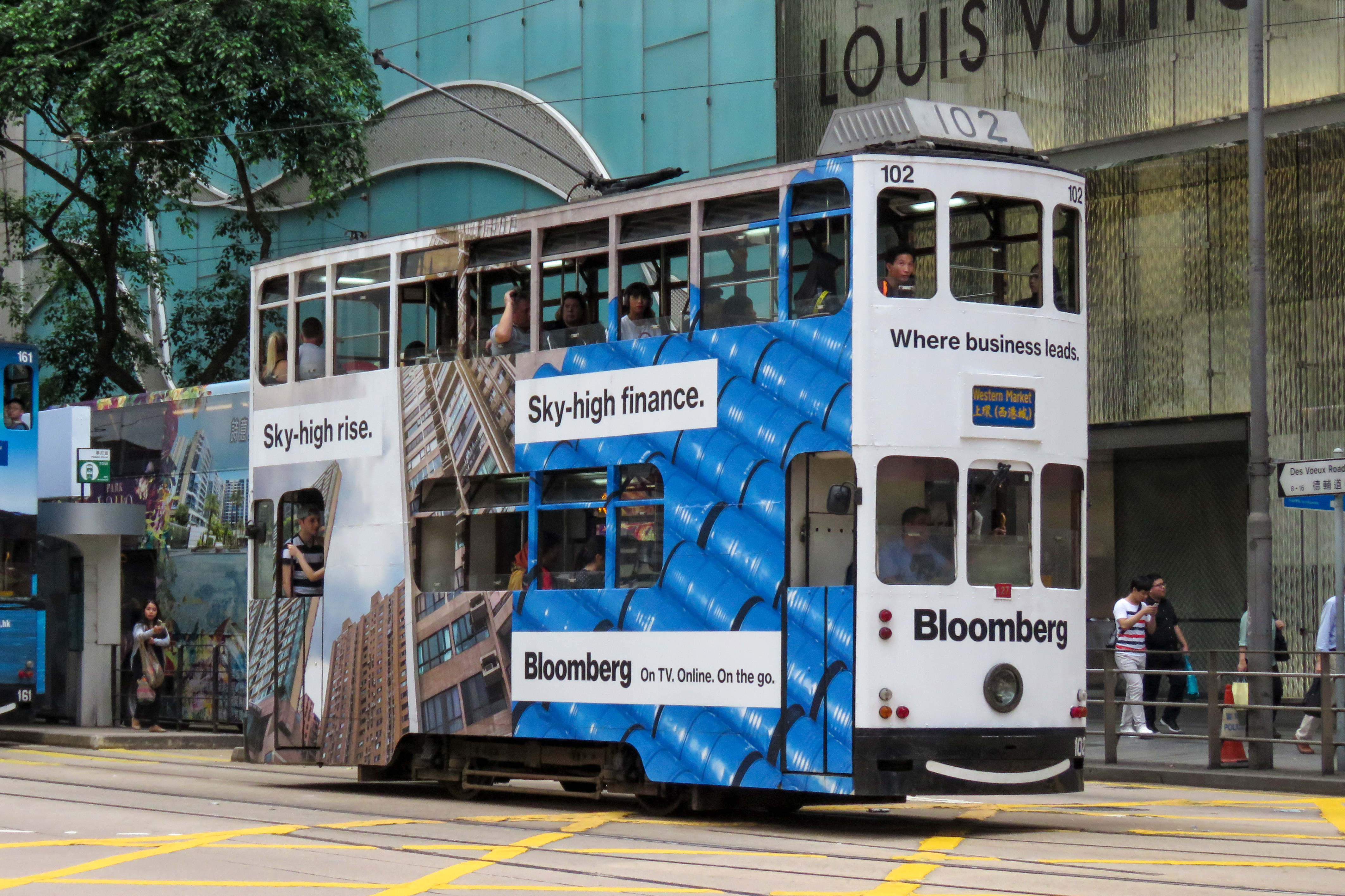
香港トラム

## 通信
香港では郵便、電話、インターネットなど地球上で使用可能な通信手段は概ね全て享受でき、サービス品質も世界中で最も高い部類に入る。ただし電報は利用者が減りサービスが終了した。電話は多数の通信運営会社が設立され、各社の自由な競争の結果、消費者は安価で良質なサービスが受けられるようになっている。金盾のある中国大陸とは異なり、通信の自由は保障されていた。

### 郵便
香港での郵便事業は、公共企業体香港郵政が行っており、これはイギリス統治時代から引き継がれたものである。1997年の中華人民共和国への返還後も、中国郵政とは切り離して運営されている。ただし返還にあたっては、香港郵政のコーポレートアイデンティティが変更されるなどの変化が見られた。現在、香港にある郵便ポストの色は深緑であり、これはコーポレートカラーにもなっている。香港は「中国香港」名義で万国郵便連合に加盟している。

### 電話

#### 固定電話
固定電話同士の市内間通話料金は、基本的に無料である。香港の固定電話事業のサービスは数社が行っている。最大手は電訊盈科で、その後に和記電訊や新移動電訊などが続く。香港でも日本と同様固定電話にも番号ポータビリティ制度が存在するため、各社の競合が見られる。
香港の主な電話会社
- 電訊盈科
- 和記環球電訊
- 九倉新電訊
- 新移動電訊
- 香港寬頻

※2007年6月現在。
国際電話は、香港ではその運営会社が数十社あるといわれており、料金からサービス品質まで、消費者にとってはさまざまな選択が可能となっている。
市内には公衆電話が多数設置されている。中にはクレジット機能を持つIDカードが使用できたり、公衆電話端末の液晶ディスプレイからインターネットを閲覧できたりする高機能型のものもあるが、携帯電話などの普及によりその数は減少傾向にある。

#### 携帯電話
現在香港では、多数の携帯電話運営会社が乱立している状態にあり、その中で競合が激化している。香港の携帯電話普及率は概ね人口比の8割から9割で、世界で最も高い水準にある。各社とも電波受信エリアの人口カバー率はほぼ100%であり、地下鉄やトンネル、超高層ビルなどを含む香港のほとんどの場所で発着信が可能である。
香港の主な携帯電話会社
- 3香港
- 數碼通電訊集團有限公司（SmarTone Telecommunications Holdings Limited）
- CSL Mobile Limited
  - 1010
  - One2Free CSL
  - 新傳動網

- 中国移動香港

- ※2015年1月現在

香港では、月ぎめによる一般的な契約形態に加えて、プリペイド式携帯電話のような前払い料金制での契約も多い。欧米諸国と同様に着信にも課金される。
日本国内で契約された携帯電話端末には、香港で使用可能なローミングサービスが提供されているものがある。国際ローミングの対象でない日本の端末は香港では使用できず、機能・サービスによって利用できない場合がある。
日本国内で契約された端末の国際ローミング料金は非常に高いため、香港によく渡航する人はプリペイド式携帯電話を香港で購入した方が経済的。空港やコンビニなどで各社プリペイドSIMカードを購入するには香港身分証は必要ない。月額式の加入契約には香港身分証と住所証明書のみ必要になる。香港以外に渡航した場合でも、渡航した国にてSIMカードを購入すれば日本、韓国以外の全世界で利用可能。
オーストラリア・イタリアなどと同様、香港で販売されている携帯電話には、電話会社を限定させるSIMロックがかかっていない。iPhoneをはじめさまざまなSIMフリーの電話機が流通しているため、日本を始め世界各国で人気が高い。各国のさまざまな携帯電話のSIMロックを外すサービスも数多く存在する。

### インターネット
香港でのインターネット接続は、普及率の高いブロードバンドインターネット接続が主流である。光ファイバー接続も普及してきている。香港のインターネット普及率は、概ね9割程度と高水準である。数多くのインターネットサービスプロバイダが事業を展開している。
香港では個人のインターネット普及率が高く、市街のいたるところに、無料で使用できる無線LANのGovWi-Fiや、通信会社による公衆無線LANが設置されている。宿泊施設では、高級ホテルから、ゲストハウスといわれるバックパッカー用の安宿まで、無料の無線LANが普及している。
一国二制度の方針により、特別行政区として高度な自治権を有する香港では、インターネット上の言論および表現に対して、中華人民共和国政府によるいかなる規制・統制・監視も行われておらず、現在はその方針が遵守されている。ただし、香港の捜査当局が犯罪捜査を目的に盗聴を行うことは認められている。
この一国二制度の遵守により、香港はマカオとともに、中華人民共和国領内に及ぶ広域ファイアウォールである「金盾」の対象外になっている。逆に中国本土からは閲覧や検索のできない香港のニュースメディアやウェブサイトが多数存在することが確認されている。
香港の国別コードトップレベルドメインは「.hk」である。香港で登録されるドメイン名は、現在ではセカンドレベルドメインによるものが最も一般的となっている。

## 報道、メディア
香港基本法は言論および報道の自由や通信の秘密を保障していることになっている。かつては、言論および報道の自由が極度に制限されている中国本土と異なり、香港基本法の存在のためにこれらの規定は遵守されていた。
もっとも広告主となる企業の多くは、中国大陸で活動する上で、中国共産党・中央政府の意向を気にせざるを得ないこともあった。香港経済における中国系企業のプレゼンスも増大にともない、広告収入に依存するメディアには、「自主規制」する傾向が出ていたといわれる。有力なメディアが中国寄りの企業に買収されるケースも起こっていた。新聞の値下げ競争が、独立したメディアの存続を危機にさらし、広告収入への依存を強めているという側面もあった。
香港国家安全維持法（国安法）制定以降は、当局によるメディアへの締め付けが本格化しており、蘋果日報の廃刊や記事の大量削除などの自主規制が増えており、香港から言論の自由が失われた。

### 新聞
主な新聞には、『信報財経新聞』『経済日報』『明報』『成報』『東方日報』『星島日報』などがある。『蘋果日報』が最も中国共産党政府・香港特区政府に批判的といわれていたが、弾圧、廃刊に追い込まれた。一方、中国系の新聞としては『文匯報』『大公報』『香港商報』がある。
英語の新聞としては、『サウスチャイナ・モーニング・ポスト (South China Morning Post)』がある。これらの新聞は、街のブックスタンドで販売されている。ブックスタンドでは、香港で印刷されている日本など世界各地の新聞や競馬新聞、各種雑誌類を販売している。日本の新聞では日本経済新聞国際版が香港を印刷拠点としている。かつて発行されていた朝日新聞国際衛星版、読売新聞国際版も香港に印刷拠点を置いた。

### テレビ
地上波放送には無綫電視 (無綫、TVB) 、香港電台（港台電視、RTHK TV）、香港電視娯楽（ViuTV、ViuTVsix）、奇妙電視（香港開電視〈HKOTV〉、香港國際財經台〈HKIBC〉）の4事業者がある。
ケーブルテレビ局有線電視などの有料放送も数社存在するほか、アジア各地を放送エリアとする「STAR」や鳳凰衛視 のような衛星放送局も、香港を拠点としている。
香港のテレビ放送は、香港周辺のマカオや広東省各地で地上波放送が受信されているだけでなく、世界各地で番組が放送されており、香港文化伝播のメディアとなっている。逆に香港では中国国内の衛星放送をおおむね受信できるが、個人で受信する例は少ない。
ホテルでは、客室で日本のNHKの国際放送（NHKワールドTV）や、BBCなど欧米の衛星放送、アジア各地の放送を視聴できるようにしている例が多い。
2009年、香港政府は無料放送免許を新たに交付することを決め、有料テレビ放送を運営しているケーブルテレビ局や通信企業を親会社とする3社が申請した。2013年10月15日に、有線電視系列の「奇妙電視」（Fantastic Television Limited）と、now TV系列の「香港電視娯楽」（Hong Kong Television Entertainment Company Limited）に対して免許交付を認めたのに対し、残りの「香港電視網絡」（Hong Kong Television Network Limited）の申請を却下する決定を行った。この決定に対して香港市民から批判の声が上がり、申請却下理由の公開などを求め、数万人規模の抗議デモが発生した。

### ラジオ
公共放送の香港電台 (RTHK) のほか、民間放送の商業電台、新城廣播がある。DABによるデジタルラジオ放送には4事業者が参入したが、いずれも放送を終了した。

## 言語

### 公用語
香港が中華人民共和国に返還、移譲された後（1997年以降）は、香港特別行政区基本法第9条により、香港の行政・立法・司法の場において用いることができる公用語は「中文」と「英文」とされる。
基本法の公用語規定では単に「中文」、「Chinese language」とのみ記載されている。イギリス統治時代の1974年に制定された『法定語文條例』により「中文」が公用語（法定語文）となった。中文に対応する口語については法的な規定がないものの、香港の人々は広東語方言の香港語を事実上の共通語としており、「中文」を広東語と同一視している。ただし広東語は正書法が定められておらず、書き言葉はあくまで標準中国語の繁体字表記（「書面語」）が用いられる（ダイグロシア）。歌曲の歌詞は書面語を広東語読みで歌い上げることが一般的である。人口の93.7%が広東語を常用もしくは理解、58.7%が英語を常用もしくは理解、54.2%が標準中国語を常用もしくは理解している。香港政府は広東語・英語に加え標準中国語（普通話）の普及を図る「兩文三語 (Bi-literacy and Tri-lingualism)」政策を推進している。普通話教育の推進は、1980年代から本格化した中華人民共和国の改革開放政策により、中華人民共和国との往来が盛んになったことや、香港の中華人民共和国への返還が背景にある。かつては標準中国語で授業を行う学校は、中国共産党系または中国国民党系の学校だけであった。1990年代からは、大部分の小中学校で普通話会話の授業を導入している。返還後、政府の会議も、通常普通話の同時通訳が用意されるようになった。香港では一般的に繁体字で表記されるが、返還後、政府関係の資料は簡体字でも提供される例が増えている（普通話は台湾やシンガポール等世界中で使われるため比較的反発が少ないが簡体字については民主派が導入に対しデモ等で反対している部分も多い）。正書法こそないものの、非公式な場では広東語を漢字で表記することは日常的に行われている。このための方言字も多用されており、政府が香港増補字符集というコンピュータ用の文字セットを制定している。
英語は、1843年のイギリスの統治開始から1974年までの間、唯一の公用語とされていた。香港返還後も中国語に並ぶ公用語として規定されている。香港はイギリス領であると同時に国際自由港でもあったため、社会的上昇の手段として英語の習得は重要であり、英語教育の指向性は高かった。2003年から、学科の内容理解を深めることを目標に、中学・高校で広東語を用いて授業を行うことを奨励する政策（母語教学）を実施している。これは英語力が低下するおそれがあるため、数多くの保護者に歓迎されていない。
歴史的経緯から、香港で使われている英語はイギリス英語の影響を強く受けている。そのため、日本でよく目にするアメリカ英語による表記と比べて、例えば下記のような違いがある。
- “centre”（米：center）、“colour”（米：color）など、単語の一部がイギリス風の表記をされる場合が多い。
- 建物の階層の数え方は、地上階（日本の1階）を“ground floor (G/F)”と呼び、その上の階層を“first floor (1/F)”、“second floor (2/F)”…のように数える。
- 「地下道」を“subway”、「エレベーター」を“lift”、「小学校」を“primary school”と呼ぶ（アメリカ英語ではそれぞれ“underground”、“elevator”、“elementary school”）。

（詳細は、イギリス英語、アメリカ英語の項を参照）

### 他の言語
広東語以外には、標準中国語、客家語、潮州語、上海語、閩南語などのほか、香港手話を母語とする人たちがいる。外国出身者では、タガログ語、インドネシア語、日本語などを母語とする人たちが比較的多い。

## 香港における人名
かつてイギリスを宗主国としていたことから、香港には本名とは別に英語名を持つ者が多く存在する。これは、例えば「陳（Chan）」と「張（Cheung）」のように漢字の人名が、26文字のアルファベットを用いる英語を母語とする者にとって識別が困難であったり、また区別して発音しにくいものであったりするため、個人識別の補助手段としてイギリス人が現地の使用人や生徒などに名付けたのが起源であるとされている。
香港人の名乗る英語名のほとんどは、役所への届け出を経て名付ける正式な名前では無く通称のようなものである。例外として、漢字圏以外に出自を持つ香港人が漢字名と外国語名を共に正式な名前とする場合などがある。IDカードやパスポートなどへの記載は各自の選択に任されている。それ故、自由に名乗り、名乗ることをやめたり改名したりすることができる。
香港人の英語名は、学校で英語の授業を受ける際に教師などによって名付けられたり、家庭によってはそれ以前の幼少期から本名と並んで名付けられたりする。ほかに、欧米人とのビジネスの機会が多いなど、仕事上の必要に応じて自ら名乗るケースもある。もちろん、その者の社会的な地位や考え方などによっては英語名を持たない場合もあり得る。
具体的な名乗り方は、多くの場合「英語名-姓」の順である（例：陳港生〈本名〉=ジャッキー〈英語名〉・チャン〈姓〉/日本ではジャッキー・チェン）。会話上では英語名のみで呼び合うことが多い。漢字名と姓名のアルファベット表記を併記する場合は、漢字で本名を記載し、それに併せて「英語名-名（または名のイニシアル）-姓」（例：張卓立・Charles C.L. Cheung）と記載する。姓を中央に配置した表記も見られる。
欧米圏の言語を母語としない者が欧米風の名を名乗る以外のケースにクリスチャンネームがあるが、前述のとおり香港人の英語名はこれとは別の由来によるものが多く、英語名を名乗っていることとその者の信仰には関係が無い場合が多い。もっとも、実際のクリスチャンネームをそのまま使用している人もいる。
香港人の中には花の名前や宝石の名前、トマトやフルーツなど野菜や果物の名前などを英語名として使っている者もいるし、自分の本来の名前を英訳したものを英語名としている者もいる。英米人に限らず、フランス語圏やスペイン語圏、ポルトガル語圏など、非英語圏の欧米人の名前を英語名（ここまで来れば、もはや英語名とも言えないが）として使用する者もいる。日本ブームにのり、一部の親日香港人の間で、日本風の名前を「英語名」にする例も見られる。
香港在住の回族にはアラビア語名（キリスト教徒のクリスチャンネームに相当）を名乗るものもある（例：王国力〈本名〉＝アリー〈アラビア語名〉・ワン（姓））。中国大陸・台湾、ベトナムも含めた漢字圏では香港の影響からか、香港以外でも英語名など欧米風の名を名乗る場合があるが、それらの多くは自称である。

## 教育

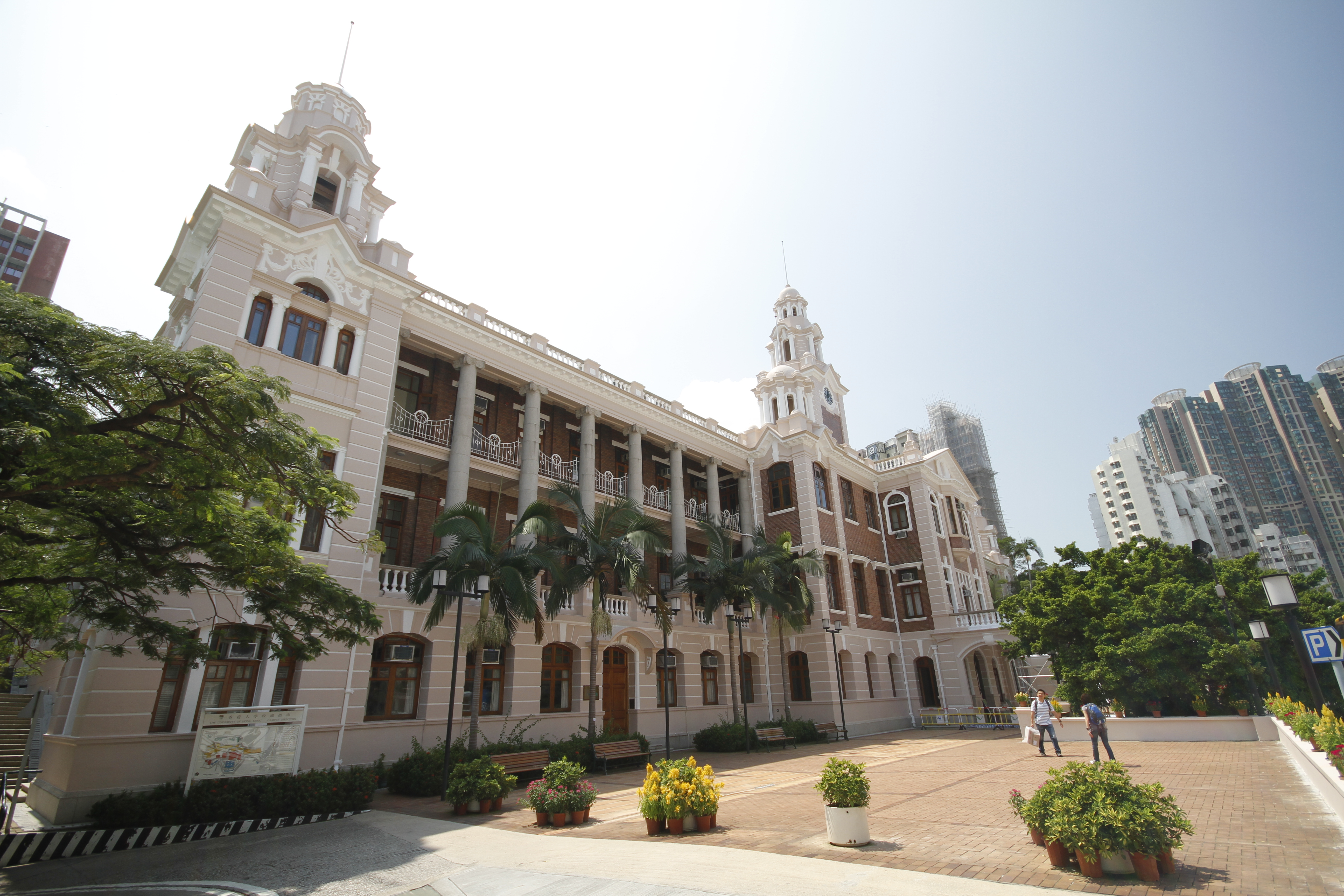
香港大学

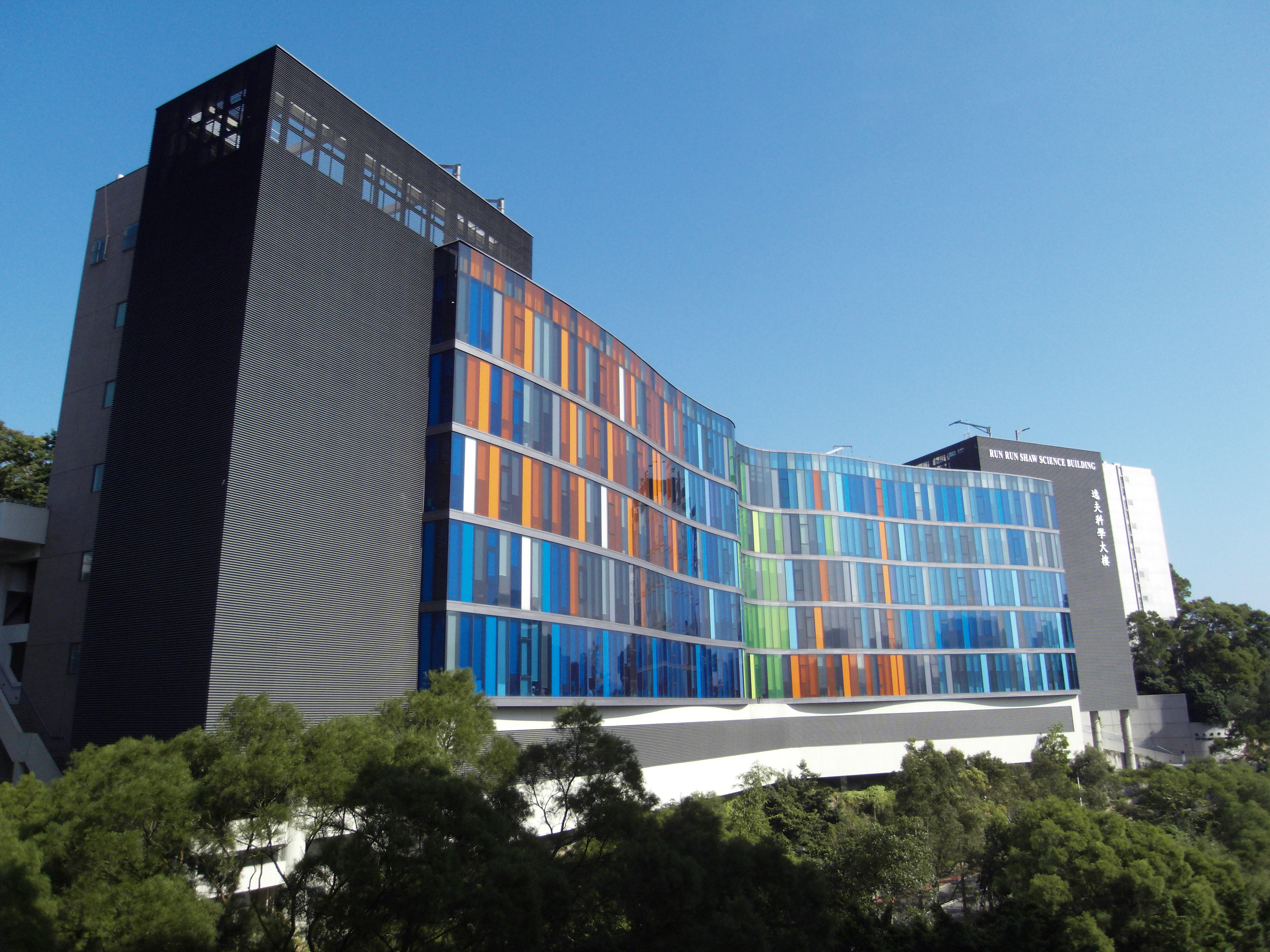
香港中文大学

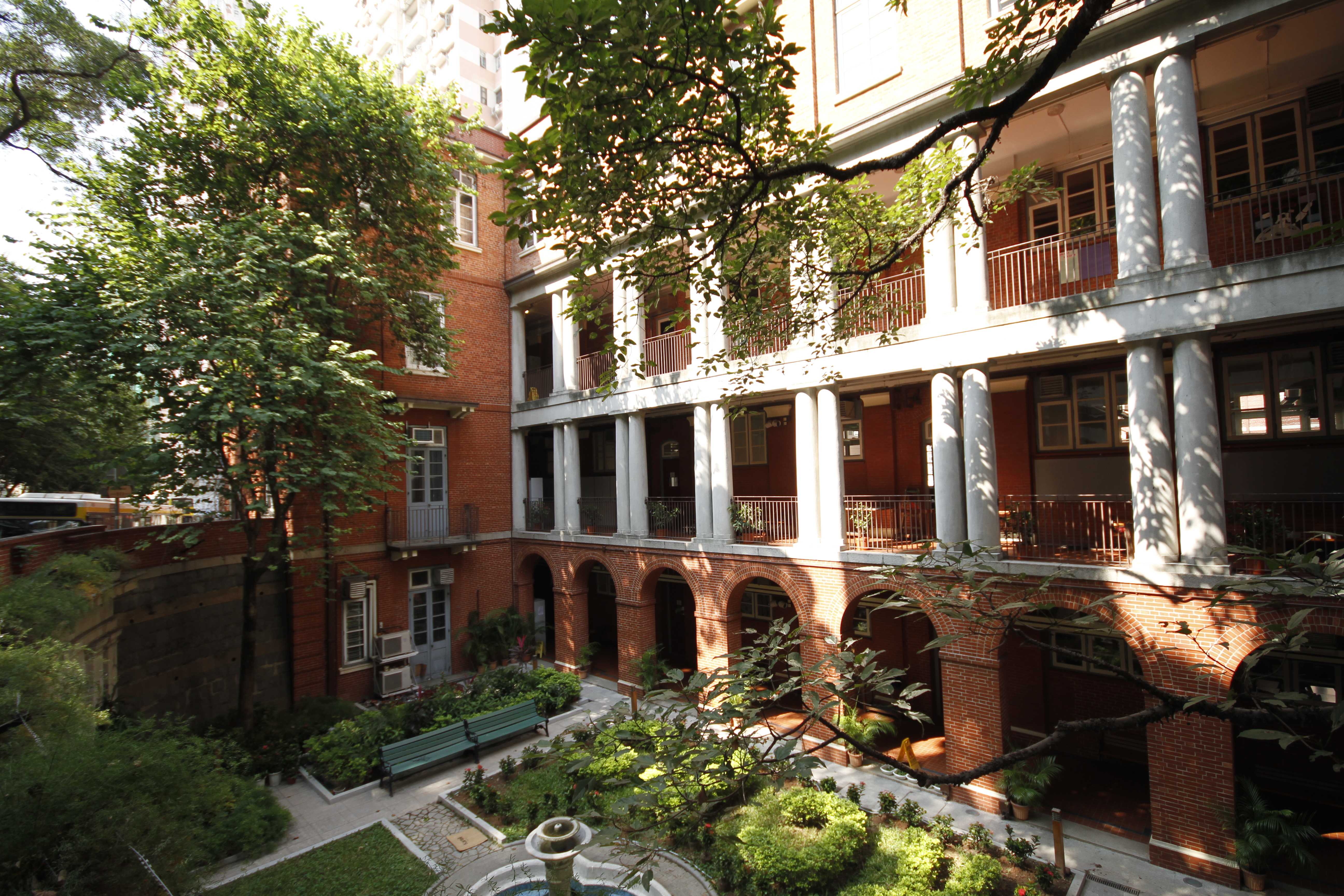
香港で有名な高等学校，英皇書院（King's College）

学年度は9月に開始され7月までの2学期制で、1学期目は9月から1月で、2学期目は2月から7月までとなっている。

### 幼稚園
2006年、香港政府は幼稚園児を持つ家庭への「学券」（教育バウチャー）の配布を発表した。当初は、非営利の幼稚園に限定するとしていたが、営利の幼稚園や子供をそこに預けている人々からの反発を受け、政府は2007年9月以前に限って時限適用することを発表した。

### 初中等教育
イギリスの制度に準じ、初等教育6年間、中等教育6年間（前期中等教育3年間、後期中等教育3年間）となっている。義務教育は、初等教育と中等教育の合計12年間で、その間の授業料は無料となっている。2009年以降初中等教育は基本無料となっている。
英語、中国語（広東語）、数学と通識教育（日本の社会科に相当）は後期中等教育の必修の科目。

### 高等教育
政府認可を受けた法定大学（公立）が8校ある。1911年に創立された香港初の総合大学であり、香港で最も評価が高くアジアでも有数の大学である香港大学や、1963年に3学院の合併により設立された香港中文大学が国際的に著名である。長らく香港の大学は、この2校だけであった。その後1984年に香港城市大学、1991年に香港科技大学、1994年に香港理工大学と香港浸会大学、1999年に嶺南大学が成立した。新設された香港科技大学以外は、いずれも既存の学院からの昇格である。ほかに香港都会大学（旧名香港公開大学）がある。2006年12月、樹仁学院が正式な大学への昇格を認可され、香港初の私立大学（政府からの資金援助を受けない）である香港樹仁大学となった。
大学以外の高等教育機関としては、法定学院（公立）が2校（香港演芸学院、香港教育学院）、註冊専上学院（私立）が2校（珠海学院、明愛徐誠斌学院）ある。詳細は中国語版ウィキペディア「香港專上教育（香港の高等教育）」の項を参照。
2000年からは「副学士」制度が導入された。アメリカのコミュニティー・カレッジが授与する準学士や日本の短期大学士に相当するが、香港では大学などが実施する2年もしくは3年のコースとして実施されている。

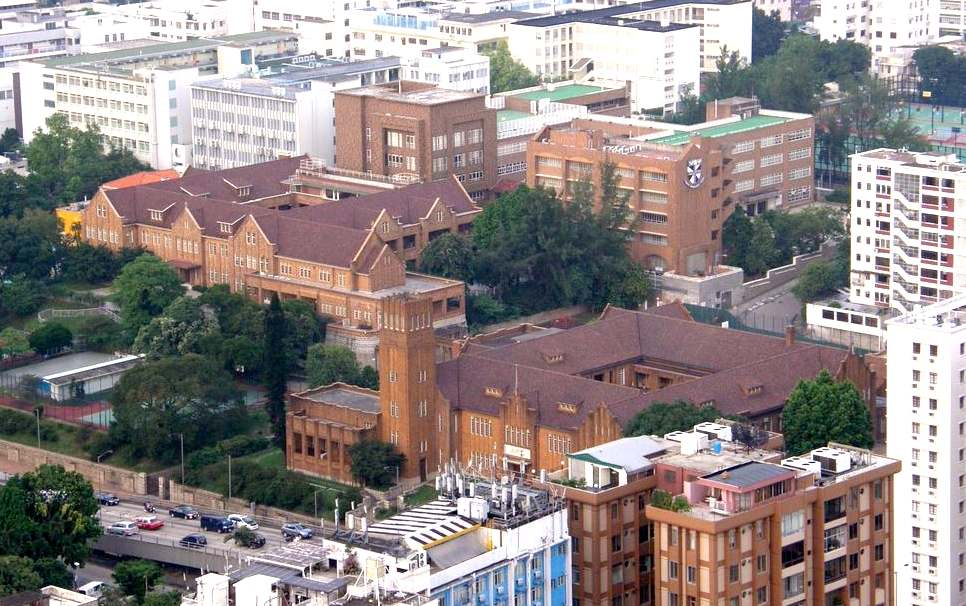
香港で有名な女子高等学校瑪利諾修院學校（Maryknoll Convent School）

### 3+3+4学制
3+3+4学制は、返還後、董建華行政長官が推進した教育制度改革の一環である。中等教育における予科（2年間）を廃止し、1年間ずつ後期中等教育と大学に振り分ける。その結果、前期中等教育が3年間、後期中等教育が3年間、大学が4年間となる。新制前期中等教育は2006年度から、新制後期中等教育は2009年度から、新制大学は2012年度から開始される。
改革の理由は二つある。従来の予科の教科内容が専門的かつ高度すぎ、むしろ大学入学後に学習するのが適切な部分が多いとの批判があった。3+3+4学制のほうが、アメリカ合衆国など主要な諸外国の教育制度と親和性が高いとされた。
後期中等教育（日本の高校に相当）から理科系と文科系に分かれるため、前期中等教育の3年生で選択が求められる。従来の後期中等教育修了テスト「香港中學會考」と予科修了テスト「香港高級程度會考」は、「香港中学文憑考試」に一本化される。

## 文化

### 映画

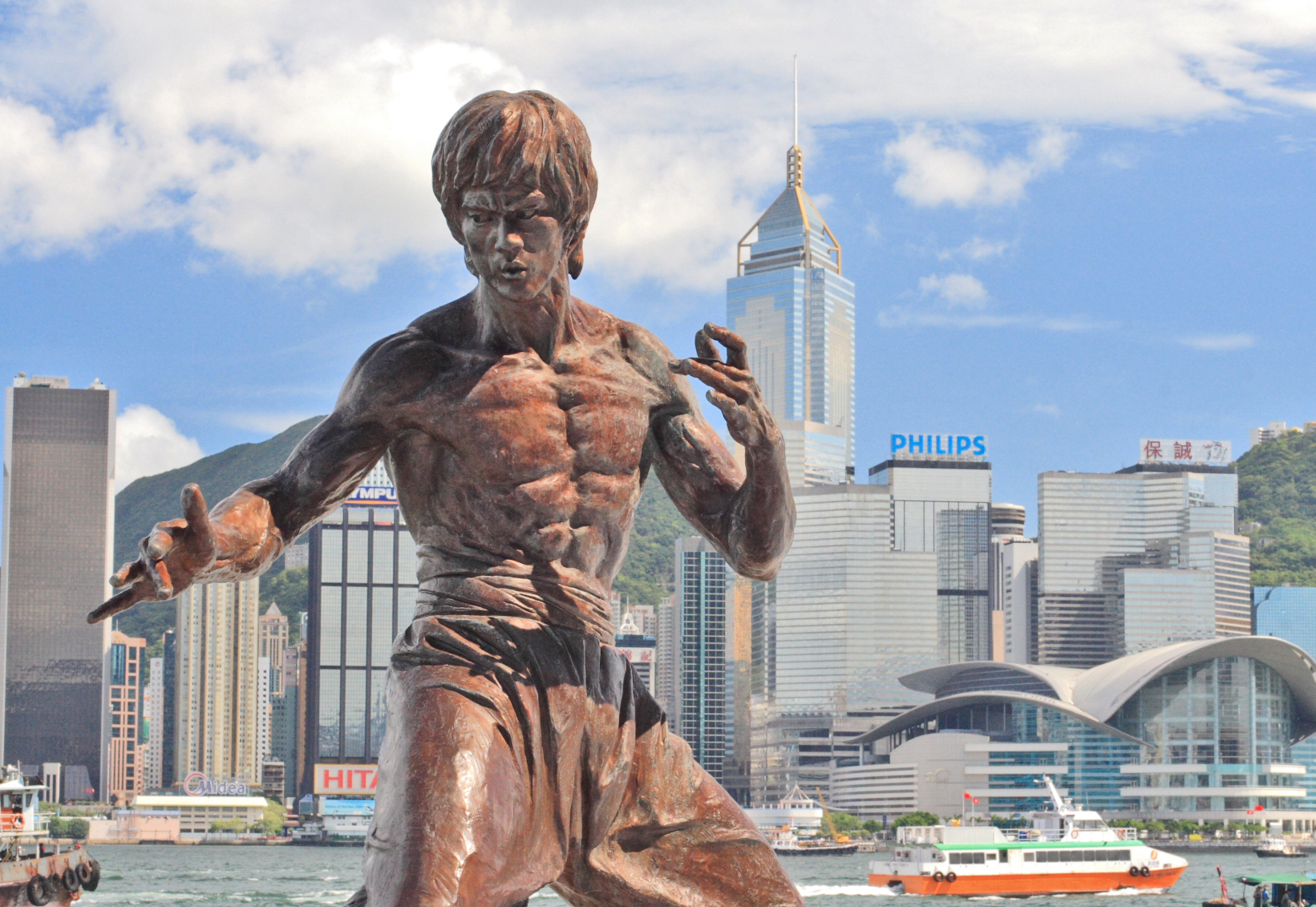
香港の格闘技に対する賛辞である星光大道のブルース・リー像

香港映画産業がイギリスの植民地時代から盛んであり、すでに映画制作事業から撤退したが、ショウ・ブラザーズやゴールデン・ハーベスト（嘉禾）などの大手映画制作会社の本拠地があるなど、広東語圏における映画産業の一大拠点として君臨しているだけでなく、日本や台湾と並びアジアの映画産業における中心の一つとなっている。
1960年代から現在に至るまで、ブルース・リー（李小龍）、ジャッキー・チェン（成龍）、チャウ・シンチー（周星馳）、チョウ・ユンファ（周潤発）、ドニー・イェン（甄子丹）など、多くの世界的に有名な映画スターを生み出した。他にもアンドリュー・ラウ（劉偉強）、ジョン・ウー（呉宇森）、ユエン・ウーピン（袁和平）など、その個性が広く欧米諸国においても認められた才能ある映画監督を輩出している。世界の映画・映像文化への独自の貢献には目をみはるものがある。

### 音楽
広東語圏内の香港ポップス音楽の流行発信地の一つとして、アジア圏内で人気が高い多くのアーティストを多数輩出している。粤劇や国楽の演奏団や、ロックバンドBEYONDや、イギリスから伝わったバグパイプの楽団などの特徴ある音楽団体も多い。アメリカやイギリスのポピュラー音楽の人気も高いが、日本人歌手、アーティストも安定した人気を保っており、CDショップにはJ-POPのコーナーもある。
2006年7月10日から7月13日にかけて、香港文化中心 (Hong Kong Cultural Centre) と香港市民大会堂 (City Hall) で、国際青少年合唱祭がアジアでは初めて開催された。

### ファッション
東京と並ぶアジアにおけるファッションの発信地として君臨している。上海灘、ジョルダーノ、ジョイスなどの有名ブランドやセレクトショップのほか、アラン・チャン（陳幼堅）やジョアンナ・ホーなどの世界的に著名なデザイナーやクリエイターを多数輩出している。地元デザイナーやブランドが多数存在し、中国大陸やアジア諸国など広大なマーケットが存在することから、香港ファッションウィーク（香港時装節春夏系列/秋冬系列）や香港国際毛皮時装展覧会（香港ファーファッションフェア）などのファッション関連のフェアやトレードショーなども定期的に行われている。

### 美術
九龍の尖沙咀にある香港芸術館や、新界の沙田にある香港文化博物館などの美術館や博物館では、新旧の作家の作品を鑑賞することができる。香港の各地にも個人や法人の経営などによるギャラリーが点在しており、湾仔の香港芸術中心では最近の作家を中心とした現代美術作品の展示が行われている。
貿易都市である香港にはクリスティーズやサザビーズといったオークション会社がアジアでの本拠を構えており、美術市場が形成されている。隣国の中国をはじめとして、日本や台湾などの東アジア、東南アジア、ヨーロッパ、北アメリカなどから集められた古代から現代美術に渡る幅広い作品が集積している。
2年に1度、香港の美術の祭典である「香港ビエンナーレ」が開かれる。イタリアのヴェネツィアで2年に一度開かれる「ヴェネツィア・ビエンナーレ」にも、香港出身のアーティストによる作品が出展される。
香港の著名な作家としては、トリコロールのシートを使用した作品で知られるスタンレー・ウォン（又一山人）や、グラフィックデザイナーのアラン・チャン（陳幼堅）などが挙げられる。特にアラン・チャンは日本の三井住友銀行のロゴなど、香港以外での企業CIやインテリアをデザインしていることでも知られる。
香港発のデザイン情報誌『IdN』が発行されるなど、香港はアジアの中でも美術に関する意識は比較的高い位置にあると考えられる。香港は広告産業が盛んである土地柄、香港の美術は各種コマーシャルと密接に関わりがあることも多い。
香港の生活や歴史、文化などからインスパイアされた作品が多いが、ヨーロッパや日本、アメリカなどの文化から受けた印象を作品に反映させる例も多く見られ、貿易都市ならではの一面もうかがわせる。

### サブカルチャー
香港のサブカルチャーは貿易都市として東西の文化が入り交じりながらも、香港の生活や歴史を反映した独自のコンテンツも多く、多彩な一面を見せている。
1990年代の後半から、造形作家のマイケル・ラウ（劉建文）やエリック・ソー（蘇卓航）、鉄人兄弟（鐵人兄弟：brothersfree）などを筆頭としたフィギュアなどの立体造形作品が隆盛した。日本では渋谷系文化の一端として紹介された。
現在の香港では特に日本の文化からの影響は大きく、人気がある。これはもともと香港で放送されているテレビ番組などで、日本のアニメーションやドラマなどのコンテンツが数多く提供されていることが考えられ、特に若年層の生活様式やファッションなどにも多大な影響を与えている。嶺南大学の梁旭明は、「茶道や着物に象徴されるように、彼らの深い文化がうらやましいのです」「私たちにはそのようなものは、あまりありません」として、香港人が日本の文化を称賛するのは、お金に貪欲な香港文化よりも豊かに見えるからと述べている。
2000年代に入り高速通信網の整備が進み、YouTubeやニコニコ動画といった動画サイトなどITの発達により、香港では日本における最新コンテンツとの親和性はますます高くなっている。日本では主にアニメや漫画、ゲームなどのコンテンツを指す総称としてMAG（Manga・Anime・Game）と言う言葉が作られたが、香港ではこれに相当するものとしてACG（Animation・Comic・Game）がある。
日本のアニメーションや漫画などのアキバ系と呼ばれる萌え文化を題材とした各種ファンイベントや同人誌即売会も香港各地で数多く開かれており、大規模なものは九龍の九龍湾国際展貿中心（KITEX）で開催されている。毎年夏と冬に東京ビッグサイトで開催される世界最大の同人誌即売会であるコミックマーケットなどを筆頭に、日本国内各地で開かれる各種即売会へ直接出向いて参加する者も増えている。加えて台湾や中国大陸の主に広東省広州などで開かれる日本のサブカルチャーをテーマとした同人誌即売会へ参加する者も多く、逆に台湾や広州の者が香港の同人誌即売会へ赴く例も多い。
最近では漫画やアニメの舞台となった土地を巡る、いわゆる聖地巡礼を目的として日本国内を観光する者も数多くいる。
香港独自のコンテンツとしては、中国の歴史を基本とした武侠映画やアクション、黒社会などを題材とした香港コミックス（香港漫画）があり、分業制で制作される劇画調のスタイルが特徴である。近年では『時空冒険記ゼントリックス（時空冒險記ZENTRIX）』や、マクダルシリーズに代表される香港製アニメーションも幾つか制作されている。
香港でサブカルチャーを題材とした見本市は、毎年夏に香港島の湾仔にある香港会議展覧中心で開かれている香港動漫電玩節（ACGHK）がある。
香港でのサブカルチャー文化の消費を支えている地区は主に香港島の銅鑼湾地区や九龍の旺角地区、新界の沙田地区などで、この界隈にはこれらの商品を取り扱う店舗が多く出店し、中には旺角の信和中心など専門店街やショッピングセンターを形成している箇所も見受けられる。

## スポーツ

### オリンピック
香港の国内オリンピック委員会（NOC）である「中国香港体育協会及びオリンピック委員会」は、中国大陸のNOCである中国オリンピック委員会とは別個に国際オリンピック委員会の承認を得ている。そのため香港のスポーツは1997年に香港が中国に復帰してからも、中国大陸のスポーツから完全に独立しており、国際大会には「中国香港（Hong Kong, China）」として出場する。中国大陸で盛んな卓球では代表選手の選抜が香港の方が容易であるため、移住して出場する選手も少なくない。香港のオリンピック金メダリストは、1996年アトランタ五輪・ヨットミストラル級の李麗珊と、2021年東京五輪・フェンシング男子フルーレ個人競技の張家朗の2人が存在している。

### サッカー
香港におけるサッカーの歴史は非常に古く、1908年にアジア最古のプロサッカーリーグである香港甲組足球聯賽が創設された。南華足球隊が通算41度のリーグ優勝を飾っている。さらに2010年には香港政府により「鳳凰計画」が発布され「プレミアリーグ構想」が本格化し、2014年にはリーグ改編により香港プレミアリーグがスタートした。初代優勝チームは傑志となり、以後2018年にはディエゴ・フォルランを獲得したり、AFCチャンピオンズリーグに初めて参加するなど新リーグを代表するクラブとして飛躍している。
香港サッカー協会（HKFA）によって構成されるサッカー香港代表は、これまでFIFAワールドカップには未出場である。AFCアジアカップには4度出場しており、1956年大会では3位に輝いている。さらにEAFF E-1サッカー選手権では、固定参加の日本・韓国・中国以外の国では最多となる4度の出場歴があり、大会の常連国となっている。

### 競馬
香港はイギリス植民地であった影響から競馬が盛んである。このため馬の輸出入に対する検疫の制度整備は中国大陸より進んでいる。一方で、中国大陸はこの検疫が厳重であるため2008年北京オリンピックの馬術競技は、香港の沙田競馬場および隣接施設で開催された。中国大陸と香港とは異なるNOCの管轄領域となるが、五輪競技の一部が異なるNOCの領域で実施されたのは1956年メルボルンオリンピック以来のことである。

## 食文化

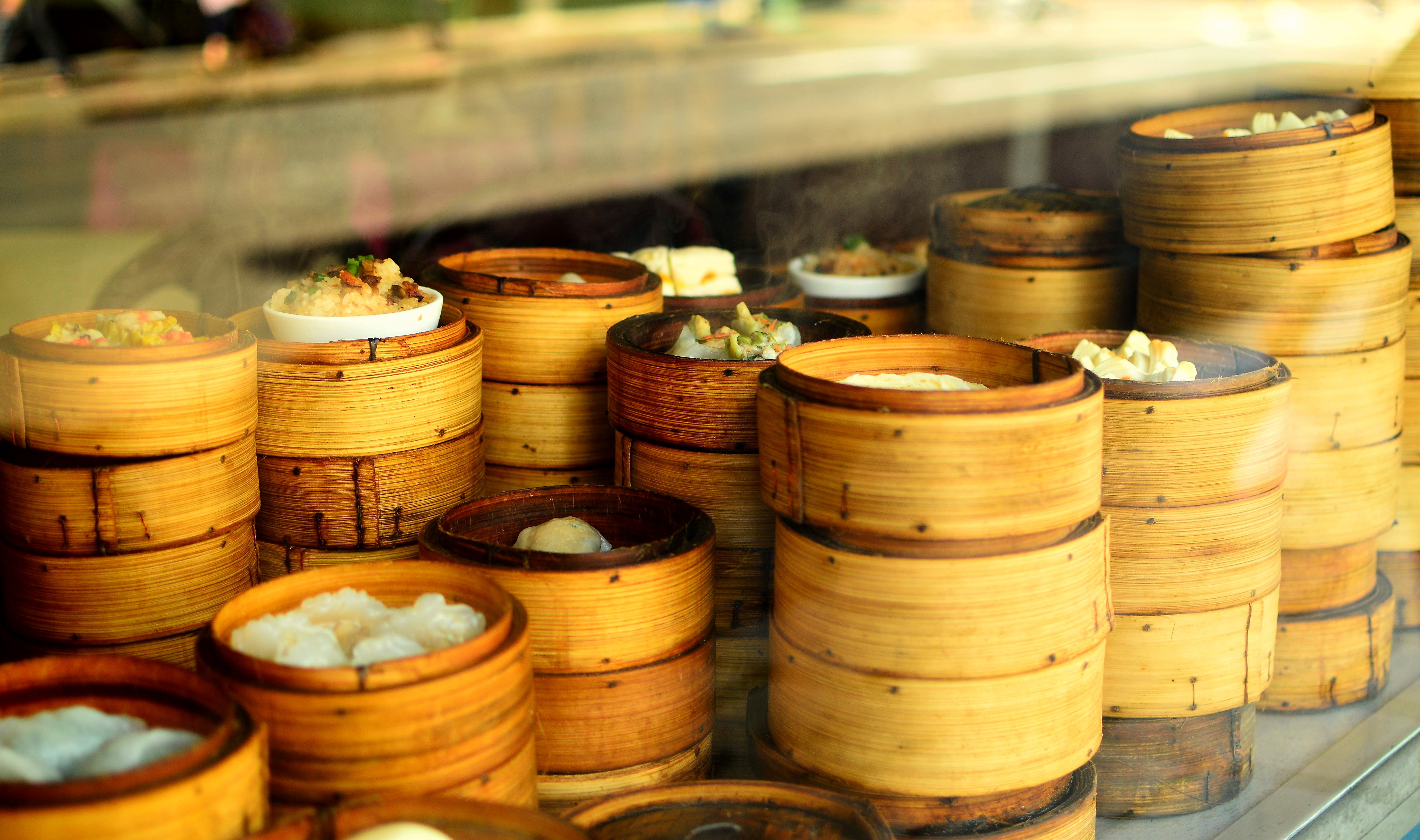
飲茶の点心

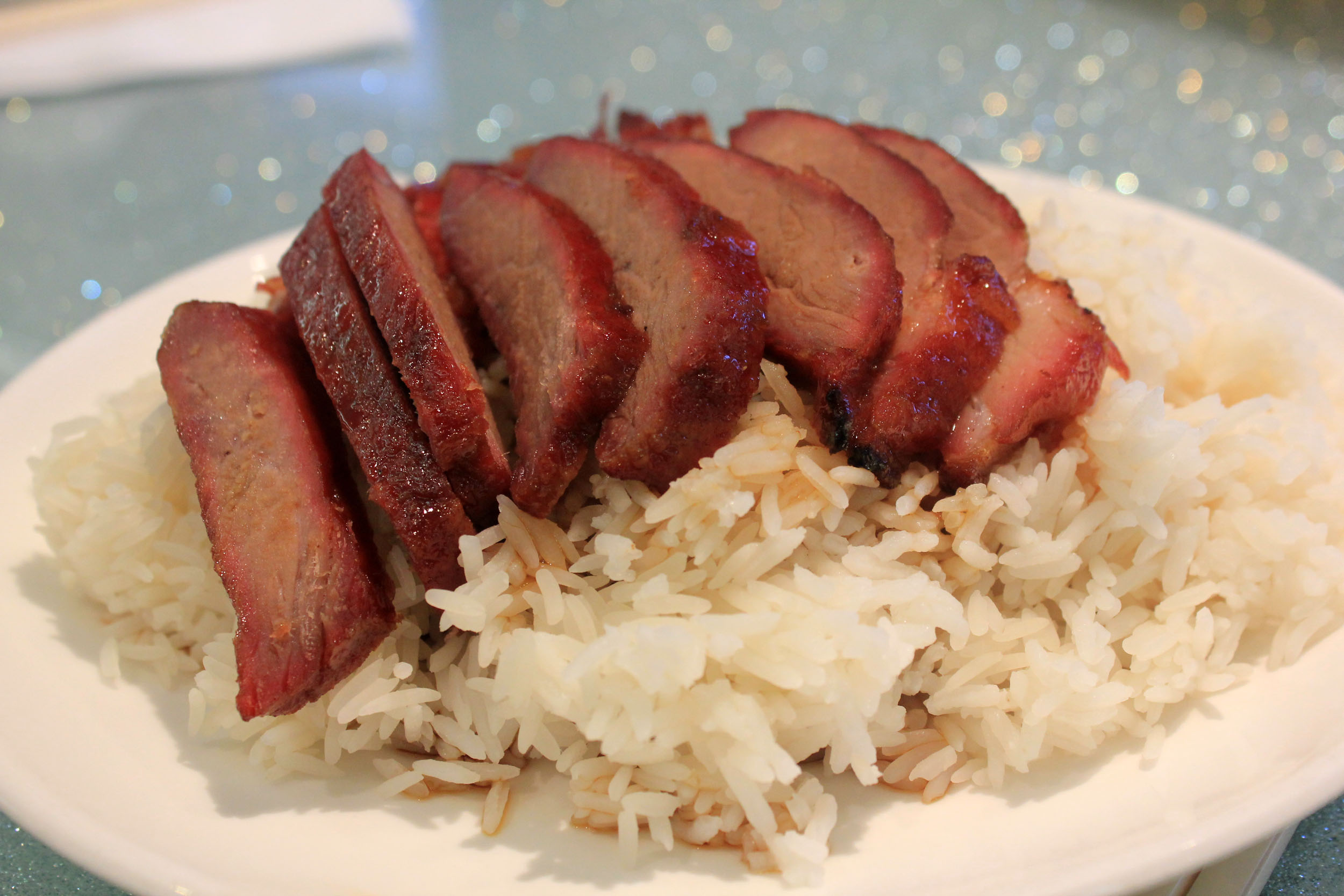
定番の叉焼飯（チャーシューライス）

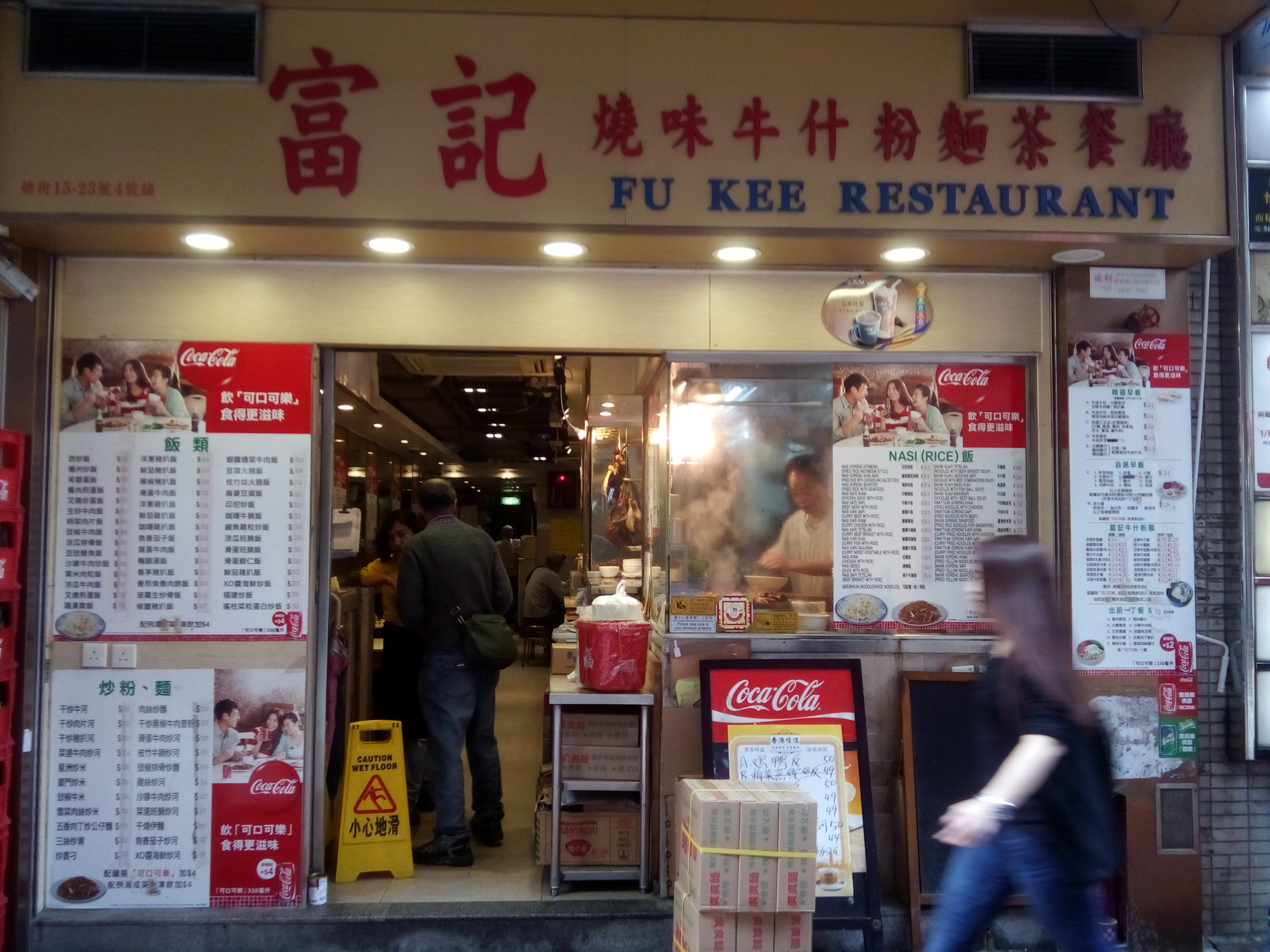
街の至る所にある「茶餐廳」

香港では外食産業が発展しており、世界各地の料理を出すレストランが庶民向けの安価な食事を出す店から世界的に名を知られる高級レストランまで、さまざまなものが存在する。

### 料理
広東、潮州、四川、上海、北京、台湾、マカオ、客家など、各地方の料理を出すレストランが香港中にある。このうち約8割が広東料理のレストラン（酒楼）である。このほか海の幸を専門に取り扱う海鮮料理店が西貢などに多数存在し、日本人にも人気がある。
香港政府観光局では毎年「Best of the Best - 香港料理大賞」を開催して、料理界の盛り上げに一役買っている。

### 日本料理
日本料理は比較的古くからも高い人気を保っており、在留日本人向けでなく、地元住民を主なターゲットとした寿司屋やラーメン店、居酒屋などが数多く存在する。
日本料理店は大きく2種類に分けられ、日本人の経営者もしくは料理人がいる日本料理店と、香港人による「日式」と呼ばれる「日本風」の料理を出す店がある。在港日本人に人気があるのは当然前者であり、日本企業間での接待の場所、各方面の在港日本人会の会合場所として利用されるが、価格は日本国内と同等あるいはそれ以上である場合が多い。後者の評判は日本人の間ですこぶる悪く、もっぱら香港人の舌に合う料理として、香港人の間ではやっている。

### その他の料理
イギリス統治時代の影響から、欧米の料理にも人気があり、イタリア料理やフランス料理、ドイツ料理などのヨーロッパ各国の料理の人気も高い。香港では、古くから、イギリスの植民地であったインドから働きに来ていた人も多く、インド料理店も各地にある。
家政婦や警備員、IT関連の職種に従事するためフィリピンやインドネシア、タイなどからやってきている人たちも多く、これらの国の料理を中心としたエスニック料理店も多く、輸入食材を扱う店もあちこちにある。ベトナム料理店や朝鮮料理店も多くある。
日本のインスタントラーメン会社・日清食品が製造販売する袋麺「出前一丁」は1969年から香港に輸出販売され、1985年に香港に現地法人による工場を建設して『出前一丁』の現地生産を開始、香港による日本ブランドのインスタントラーメンではトップシェアを誇っている。そのためか、香港での「出前一丁」のフレーバーは日本よりラインナップが多い。

### ファストフード
香港では「茶餐廳」と呼ばれる洋風または香港風の軽食を出す店が至る所にあり、大快活や大家楽、美心MXといったチェーン店も存在する。各種ファストフード店や、「餅店」と呼ばれるケーキ屋やパン屋も香港中で見ることができる。かつて多く存在した屋台は衛生上の観点から、一部の場所での営業が許可されている。マクドナルド、ケンタッキーなどのファストフード店のほか、吉野家も数多く出店している。

### 菓子
日本の菓子（零食や点心（點心）と呼ばれる）の人気も高い。コンビニエンスストアやスーパーマーケットでは「ポッキー」や「コアラのマーチ」、「かっぱえびせん」などの日本直輸入や現地生産の日本ブランドの菓子を多く見かける。「零食物語/OKASHI LAND」や「優の良品/AJI ICHIBAN」など、日本語表記の菓子チェーン店も存在する。

## 建築

### 超高層建築

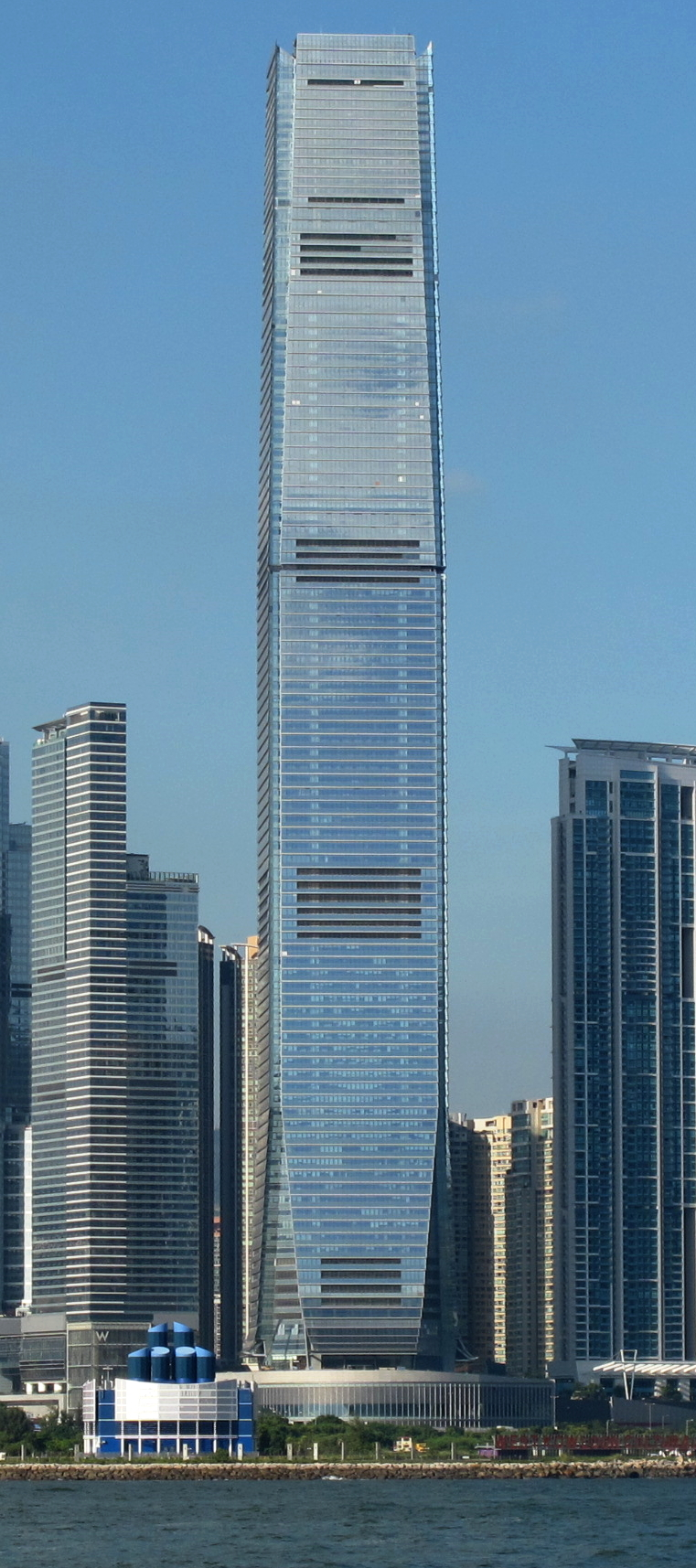
環球貿易広場

香港では、特に中心部の市街である香港島北部において、山がちで狭い地勢からヴィクトリア湾沿いに超高層建築が林立している。1972年に建てられた中環のジャーディン・ハウス（怡和大廈/Jardine House: 地上52階建/高さ178.5m）を皮切りに、現在では世界第4位の高さを持つ西九龍 (West Kowloon) 地区ユニオンスクエアの環球貿易広場（International Commerce Centre：地上118階建、高さ484.0m）や、2003年竣工でシーザー・ペリ設計による国際金融中心・第二期（地上88階建、高さ415.8m）を筆頭に数多くの超高層建築が見られる。
中には1985年竣工のノーマン・フォスター設計による香港上海銀行・香港本店ビルや、1988年竣工のポール・ルドルフ (Paul Rudolph) 設計によるリッポーセンター（力寶中心、Lippo Centre）、1990年竣工のイオ・ミン・ペイ設計による中国銀行タワーなど世界的に著名な建築も含まれる。
加えて香港島の向かい、ヴィクトリア湾を挟んだ九龍半島側にも超高層建築群ができつつある。これは九龍市街の埋め立てが急速に進んだこと、そして九龍湾地区にあった啓徳空港が1998年に廃港となり、同空港への航路であった九龍の建設規制が大幅に緩和されたことによる（「再開発」の項で詳述）。
香港における超高層建築の集積率はアメリカ合衆国のニューヨーク市マンハッタン地区を抜き、現在は世界で最も多い。
香港の主な超高層建築は次の通り。
環球貿易広場 (International Commerce Centre)
地上118階建・高さ484.0m…2010年竣工/西九龍
国際金融中心・第二期 (Two International Finance Centre)地上88階建・高さ415.8m…2003年竣工/中環
セントラルプラザ地上78階建・高さ374.0m…1992年竣工/湾仔
中国銀行タワー地上72階建・高さ367.4m…1990年竣工/金鐘
ザ・センター地上73階建・高さ346.0m…1998年竣工/上環
ニーナタワー地上80階建・高さ318.8m…2006年竣工/荃湾
ワン・アイランド・イースト (One Island East)地上70階建・高さ308.8m…2008年竣工/太古
長江センター地上63階建・高さ282.9m…1999年竣工/金鐘
ハイアットリージェンシー香港地上64階建・高さ261.0m…2007年竣工/尖沙咀
ビル建設時に用いる作業員の足場として、ほとんどの建設現場で大量の竹材が使用される。これは香港に隣接する広東省などで、丈夫で安価な竹が大量に入手できることによる。この竹材の足場を用いて高層ビルを建設するという方法は中華圏で見られ、これら地域に特有の光景である。

### 再開発
1998年に啓徳空港（旧香港国際空港）が廃止されランタオ島沖赤鱲角の新香港国際空港に移転したことで、これまで啓徳空港への着陸時の航路となっていた九龍地区の高さ規制が外され再開発事業が活発に行われている。九龍・旺角地区の「ランガムプレイス」（朗豪坊：Langham Place、地上59階建て、高さ255.1m）などはその代表格である。
西九龍地区ではオフィス、住居、ショッピングモール、ホテルなどを兼ね備えた巨大複合施設の「ユニオンスクエア」 (Union Square) が建設され、ここに隣接して「西九龍文化施設群」 (West Kowloon Cultural District Project) と呼ばれる現代美術館や劇場、ホール、展示場、スタジアムなどを兼ね備えた文化施設が建設される計画である。啓徳空港跡地のある九龍城地区や九龍湾地区では空港用地跡の敷地を利用し、オフィスと住居を主体とした複合施設を建設する計画がある。
香港島北部の市街地、特に湾仔地区でも環境整備という名目で再開発が進められているが、ここでは古くからの街区ということもあり抗議活動が展開され、急激な開発は元来居住している住民の同意を必ずしも得ていない実情も垣間見える。

### 住居

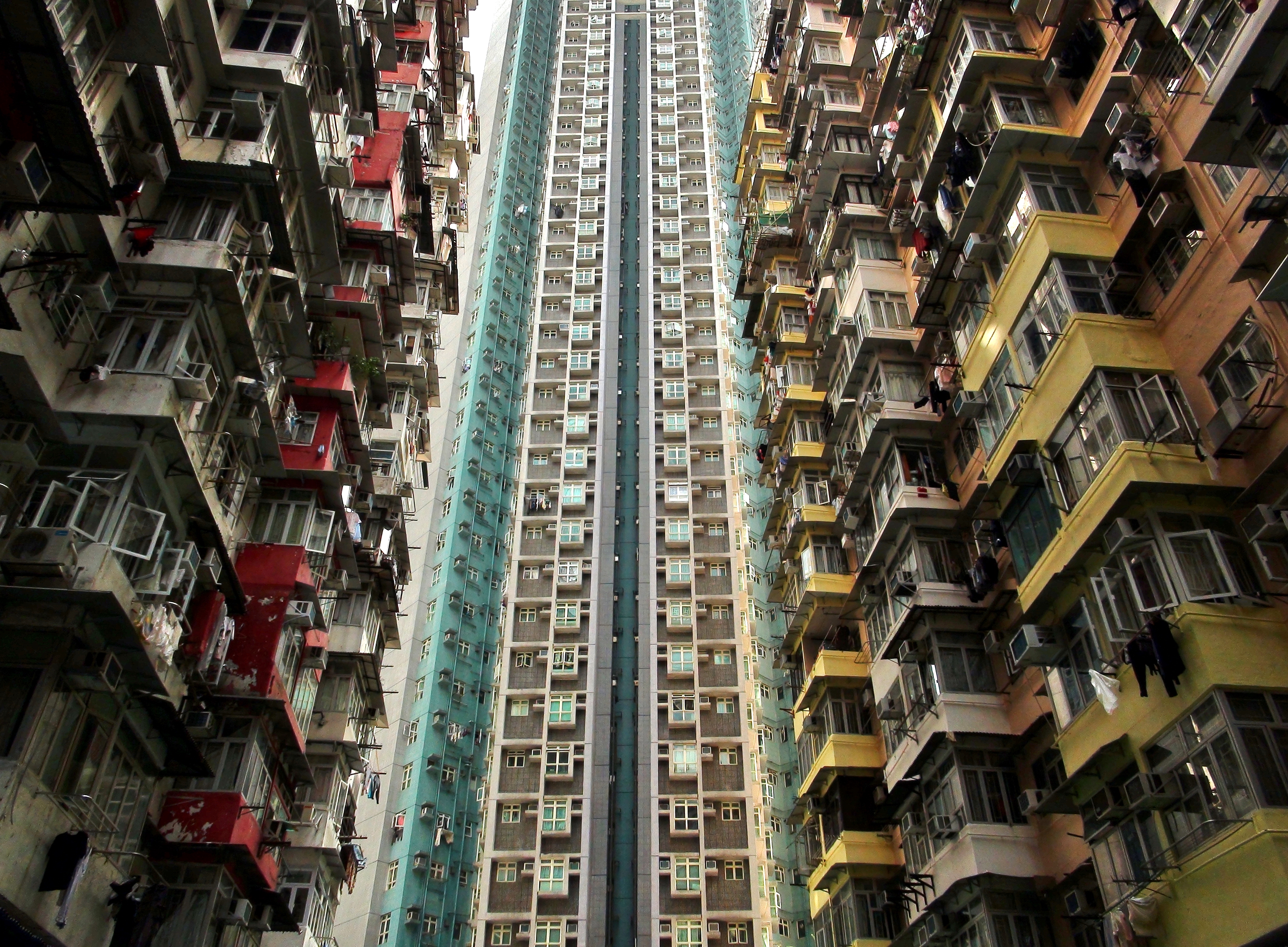
高層住宅建築の密集する香港島東部の鰂魚涌地区。
益昌大廈（右）、益發大廈（左）、康蕙花園（正面）2015年撮影。

伝統的な村落の形式は、外部の者の攻撃や盗難を防げる「囲」（ワイ、圍）と呼ばれる城壁の中に切妻の家を立てるのが普通であった。この形式は、現在も新界の客家集落に一部残されている。現在では見掛ける機会はほとんどなくなったが、香港島南部の香港仔や九龍の深水埗、新界の西貢などでは、古くから蛋民などと呼ばれる水上生活を営むものも見られた。
イギリスの統治が始まると洋風建築もでき、第二次世界大戦以前の中心地区ではコロニアル・スタイルの建築が印象的だったが、大戦以後は国共内戦後の中華人民共和国からの難民によって建築様式の変化が起こった。
1950年代までは1階が店舗で、2階が住居である伝統的なショップハウスと呼ばれるスタイルを踏襲していたが、1950年代以降はそれまでのショップハウスの柱廊を取り払い、中層化したペンシルビルになった。急激な人口増加に対応するため、1950年代から1960年代には九龍などの郊外に、香港政庁は下層を工場、上層をアパートとするプレハブ方式による同規格の建築群を大量に建設した。香港への難民の流入による住居の特異な例として、九龍の九龍城地区に存在し1994年に取り壊された九龍寨城などの例も挙げることができる。
この時期まで香港の住環境は必ずしも良好と呼べるものではなく、この状況を改善すべく1980年代以後は政庁主体で計画的な大規模開発が行われ、低層部に商業施設を造り、その上に庭園付きの高層住宅を造るスタイルが一般的になった。
現在では、政府と民間開発業者の主導で九龍地区や新界地区の沙田、元朗、将軍澳、青衣島、そしてランタオ島の東涌などを中心に超高層住宅を伴う大規模なニュータウンが建設され、同時に鉄道網も整備されている。香港島や九龍地区などでも超高層マンションが数多く建設されており、中には高さが250mを超える建物も幾つか完成している。このことから「日本の住宅がウサギ小屋なら、香港は蜂の巣だ」といわれるようになった。
香港の住宅価格は非常に高く、ニューヨークやロンドン、東京など世界的に高値と認識されている都市の水準に迫るか、場合によってはそれを上回る価格で取引されることもある。これはオフィスや工業用地など、香港の不動産全体に対し共通する現象でもある。
香港はもともと土地が狭小である上、山がちで不動産開発の容易な平地が少ない。駐車場用地や関税の問題から自家用車などの所有が難しいため、公共交通機関の発達している市街中心部や要衝へと需要が集中している。このため不動産の価格が押し上げられ、結果的に海岸部の埋め立てが急速に進み、市中に超高層建築が林立した。半山区や跑馬地などの高級住宅地では、隣接する山地の中腹に山自体を超える高さの超高層住宅を建設することも珍しくない。
香港の主な超高層住宅
- 天璽 （The Cullinan）：地上68階建・高さ269.9m…2009年竣工/西九龍
- 擎天半島 (The Sorrento) ：地上74階建・高さ256.3m…2003年竣工/西九龍
- 君臨天下 (The HarbourSide) ：地上74階建・高さ255.0m…2003年竣工/西九龍
- 曉廬 (Highcliff) ：地上74階建・高さ252.4m…2003年竣工/跑馬地
- 海名軒 (Harbourfront Landmark) ：地上66階建・高さ232.6m…2001年竣工/紅磡
- 凱旋門 (The Arch) ：地上65階建・高さ231.0m…2005年竣工/西九龍

| panorama: looking down on a city of skyscrapers, land mass in the distance separated by a body of water. |

## 香港が舞台の作品
美しい都会的風景と生活感あふれる風景が隣り合わせにある香港を、地元で製作された映画だけでなく、ヨーロッパや日本、アメリカで製作された多くの映画作品も主要な舞台とし、または劇中の一場面の舞台として描いている。例えば九龍の高密度住居など、オリエンタリズムとエキゾチシズムに裏打ちされたサイバーパンクな建築的生活的な風景を求め、1980年代以降多くの映画が製作されている。